# Llista d'asteroides (183001-184000)
Llista d'asteroides del 183001 al 184000, amb data de descoberta i descobridor. És un fragment de la llista d'asteroides completa. Als asteroides se'ls dona un número quan es confirma la seva òrbita, per tant apareixen llistats aproximadament segons la data de descobriment.
Contingut: 183001... 183101... 183201... 183301... 183401... 183501... 183601... 183701... 183801... 183901... 

| Nom              | Designació provisional | Data de descobriment   | Lloc de descobriment | Descobridor/s                   |
| 183001-183100    | 183001-183100          | 183001-183100          | 183001-183100        | 183001-183100                   |
| ---------------- | ---------------------- | ---------------------- | -------------------- | ------------------------------- |
| 183001 -         | 2002 PR49              | 10 d'agost de 2002     | Socorro              | LINEAR                          |
| 183002 -         | 2002 PA55              | 9 d'agost de 2002      | Socorro              | LINEAR                          |
| 183003 -         | 2002 PN55              | 9 d'agost de 2002      | Socorro              | LINEAR                          |
| 183004 -         | 2002 PO55              | 9 d'agost de 2002      | Socorro              | LINEAR                          |
| 183005 -         | 2002 PK58              | 10 d'agost de 2002     | Socorro              | LINEAR                          |
| 183006 -         | 2002 PG59              | 10 d'agost de 2002     | Socorro              | LINEAR                          |
| 183007 -         | 2002 PJ67              | 6 d'agost de 2002      | Palomar              | NEAT                            |
| 183008 -         | 2002 PG79              | 11 d'agost de 2002     | Palomar              | NEAT                            |
| 183009 -         | 2002 PZ83              | 10 d'agost de 2002     | Socorro              | LINEAR                          |
| 183010 -         | 2002 PD85              | 10 d'agost de 2002     | Socorro              | LINEAR                          |
| 183011 -         | 2002 PA88              | 12 d'agost de 2002     | Socorro              | LINEAR                          |
| 183012 -         | 2002 PM88              | 12 d'agost de 2002     | Socorro              | LINEAR                          |
| 183013 -         | 2002 PT90              | 12 d'agost de 2002     | Haleakala            | NEAT                            |
| 183014 -         | 2002 PG92              | 14 d'agost de 2002     | Socorro              | LINEAR                          |
| 183015 -         | 2002 PT92              | 14 d'agost de 2002     | Palomar              | NEAT                            |
| 183016 -         | 2002 PU93              | 11 d'agost de 2002     | Haleakala            | NEAT                            |
| 183017 -         | 2002 PV93              | 11 d'agost de 2002     | Haleakala            | NEAT                            |
| 183018 -         | 2002 PQ94              | 12 d'agost de 2002     | Haleakala            | NEAT                            |
| 183019 -         | 2002 PG96              | 14 d'agost de 2002     | Socorro              | LINEAR                          |
| 183020 -         | 2002 PF97              | 14 d'agost de 2002     | Socorro              | LINEAR                          |
| 183021 -         | 2002 PT99              | 14 d'agost de 2002     | Socorro              | LINEAR                          |
| 183022 -         | 2002 PQ110             | 13 d'agost de 2002     | Socorro              | LINEAR                          |
| 183023 -         | 2002 PG113             | 13 d'agost de 2002     | Socorro              | LINEAR                          |
| 183024 -         | 2002 PJ122             | 14 d'agost de 2002     | Socorro              | LINEAR                          |
| 183025 -         | 2002 PR122             | 14 d'agost de 2002     | Anderson Mesa        | LONEOS                          |
| 183026 -         | 2002 PE125             | 14 d'agost de 2002     | Socorro              | LINEAR                          |
| 183027 -         | 2002 PP127             | 14 d'agost de 2002     | Socorro              | LINEAR                          |
| 183028 -         | 2002 PC140             | 13 d'agost de 2002     | Bergisch Gladbach    | W. Bickel                       |
| 183029 -         | 2002 PU140             | 14 d'agost de 2002     | Siding Spring        | R. H. McNaught                  |
| 183030 -         | 2002 PE151             | 6 d'agost de 2002      | Palomar              | NEAT                            |
| 183031 -         | 2002 PD165             | 8 d'agost de 2002      | Palomar              | S. F. Hönig                     |
| 183032 -         | 2002 PD177             | 8 d'agost de 2002      | Palomar              | NEAT                            |
| 183033 -         | 2002 PV179             | 8 d'agost de 2002      | Palomar              | NEAT                            |
| 183034 -         | 2002 PD183             | 11 d'agost de 2002     | Palomar              | NEAT                            |
| 183035 -         | 2002 QY                | 16 d'agost de 2002     | Palomar              | NEAT                            |
| 183036 -         | 2002 QR17              | 27 d'agost de 2002     | Palomar              | NEAT                            |
| 183037 -         | 2002 QJ22              | 27 d'agost de 2002     | Palomar              | NEAT                            |
| 183038 -         | 2002 QR22              | 27 d'agost de 2002     | Palomar              | NEAT                            |
| 183039 -         | 2002 QG25              | 28 d'agost de 2002     | Palomar              | NEAT                            |
| 183040 -         | 2002 QP50              | 16 d'agost de 2002     | Palomar              | A. Lowe                         |
| 183041 -         | 2002 QW50              | 29 d'agost de 2002     | Palomar              | R. Matson                       |
| 183042 -         | 2002 QH52              | 29 d'agost de 2002     | Palomar              | S. F. Hönig                     |
| 183043 -         | 2002 QY60              | 28 d'agost de 2002     | Palomar              | NEAT                            |
| 183044 -         | 2002 QY63              | 30 d'agost de 2002     | Palomar              | NEAT                            |
| 183045 -         | 2002 QZ63              | 20 d'agost de 2002     | Palomar              | NEAT                            |
| 183046 -         | 2002 QB65              | 26 d'agost de 2002     | Palomar              | NEAT                            |
| 183047 -         | 2002 QW65              | 18 d'agost de 2002     | Palomar              | NEAT                            |
| 183048 -         | 2002 QM68              | 29 d'agost de 2002     | Palomar              | NEAT                            |
| 183049 -         | 2002 QW69              | 27 d'agost de 2002     | Palomar              | NEAT                            |
| 183050 -         | 2002 QV70              | 18 d'agost de 2002     | Palomar              | NEAT                            |
| 183051 -         | 2002 QY72              | 28 d'agost de 2002     | Palomar              | NEAT                            |
| 183052 -         | 2002 QR78              | 29 d'agost de 2002     | Palomar              | NEAT                            |
| 183053 -         | 2002 QC87              | 16 d'agost de 2002     | Nanchuan             | Q.-z. Ye                        |
| 183054 -         | 2002 QW88              | 27 d'agost de 2002     | Palomar              | NEAT                            |
| 183055 -         | 2002 QM91              | 18 d'agost de 2002     | Palomar              | NEAT                            |
| 183056 -         | 2002 QK93              | 19 d'agost de 2002     | Palomar              | NEAT                            |
| 183057 -         | 2002 QU93              | 29 d'agost de 2002     | Palomar              | NEAT                            |
| 183058 -         | 2002 QE96              | 18 d'agost de 2002     | Palomar              | NEAT                            |
| 183059 -         | 2002 QF97              | 29 d'agost de 2002     | Palomar              | NEAT                            |
| 183060 -         | 2002 QX102             | 17 d'agost de 2002     | Palomar              | NEAT                            |
| 183061 -         | 2002 QK107             | 27 d'agost de 2002     | Palomar              | NEAT                            |
| 183062 -         | 2002 QX118             | 18 d'agost de 2002     | Palomar              | NEAT                            |
| 183063 -         | 2002 QE119             | 17 d'agost de 2002     | Haleakala            | NEAT                            |
| 183064 -         | 2002 QO119             | 17 d'agost de 2002     | Palomar              | NEAT                            |
| 183065 -         | 2002 QT122             | 16 d'agost de 2002     | Palomar              | NEAT                            |
| 183066 -         | 2002 RA6               | 1 de setembre de 2002  | Haleakala            | NEAT                            |
| 183067 -         | 2002 RG13              | 4 de setembre de 2002  | Anderson Mesa        | LONEOS                          |
| 183068 -         | 2002 RM13              | 4 de setembre de 2002  | Anderson Mesa        | LONEOS                          |
| 183069 -         | 2002 RR13              | 4 de setembre de 2002  | Anderson Mesa        | LONEOS                          |
| 183070 -         | 2002 RV18              | 4 de setembre de 2002  | Anderson Mesa        | LONEOS                          |
| 183071 -         | 2002 RO21              | 4 de setembre de 2002  | Anderson Mesa        | LONEOS                          |
| 183072 -         | 2002 RA28              | 5 de setembre de 2002  | Socorro              | LINEAR                          |
| 183073 -         | 2002 RJ28              | 5 de setembre de 2002  | Socorro              | LINEAR                          |
| 183074 -         | 2002 RD40              | 5 de setembre de 2002  | Socorro              | LINEAR                          |
| 183075 -         | 2002 RE41              | 5 de setembre de 2002  | Socorro              | LINEAR                          |
| 183076 -         | 2002 RB46              | 5 de setembre de 2002  | Socorro              | LINEAR                          |
| 183077 -         | 2002 RJ46              | 5 de setembre de 2002  | Socorro              | LINEAR                          |
| 183078 -         | 2002 RY46              | 5 de setembre de 2002  | Socorro              | LINEAR                          |
| 183079 -         | 2002 RK49              | 5 de setembre de 2002  | Socorro              | LINEAR                          |
| 183080 -         | 2002 RA52              | 5 de setembre de 2002  | Socorro              | LINEAR                          |
| 183081 -         | 2002 RG52              | 5 de setembre de 2002  | Socorro              | LINEAR                          |
| 183082 -         | 2002 RH54              | 5 de setembre de 2002  | Socorro              | LINEAR                          |
| 183083 -         | 2002 RL54              | 5 de setembre de 2002  | Socorro              | LINEAR                          |
| 183084 -         | 2002 RY54              | 5 de setembre de 2002  | Anderson Mesa        | LONEOS                          |
| 183085 -         | 2002 RZ59              | 5 de setembre de 2002  | Anderson Mesa        | LONEOS                          |
| 183086 -         | 2002 RO72              | 5 de setembre de 2002  | Socorro              | LINEAR                          |
| 183087 -         | 2002 RG75              | 5 de setembre de 2002  | Socorro              | LINEAR                          |
| 183088 -         | 2002 RO79              | 5 de setembre de 2002  | Socorro              | LINEAR                          |
| 183089 -         | 2002 RA80              | 5 de setembre de 2002  | Socorro              | LINEAR                          |
| 183090 -         | 2002 RC81              | 5 de setembre de 2002  | Socorro              | LINEAR                          |
| 183091 -         | 2002 RR82              | 5 de setembre de 2002  | Socorro              | LINEAR                          |
| 183092 -         | 2002 RQ85              | 5 de setembre de 2002  | Socorro              | LINEAR                          |
| 183093 -         | 2002 RC87              | 5 de setembre de 2002  | Socorro              | LINEAR                          |
| 183094 -         | 2002 RF89              | 5 de setembre de 2002  | Socorro              | LINEAR                          |
| 183095 -         | 2002 RK98              | 5 de setembre de 2002  | Socorro              | LINEAR                          |
| 183096 -         | 2002 RP98              | 5 de setembre de 2002  | Socorro              | LINEAR                          |
| 183097 -         | 2002 RZ99              | 5 de setembre de 2002  | Socorro              | LINEAR                          |
| 183098 -         | 2002 RH100             | 5 de setembre de 2002  | Socorro              | LINEAR                          |
| 183099 -         | 2002 RJ100             | 5 de setembre de 2002  | Socorro              | LINEAR                          |
| 183100 -         | 2002 RT101             | 5 de setembre de 2002  | Socorro              | LINEAR                          |
| 183101-183200    |                        |                        |                      |                                 |
| 183101 -         | 2002 RO103             | 5 de setembre de 2002  | Socorro              | LINEAR                          |
| 183102 -         | 2002 RM110             | 6 de setembre de 2002  | Socorro              | LINEAR                          |
| 183103 -         | 2002 RL116             | 7 de setembre de 2002  | Socorro              | LINEAR                          |
| 183104 -         | 2002 RL117             | 7 de setembre de 2002  | Socorro              | LINEAR                          |
| 183105 -         | 2002 RH118             | 4 de setembre de 2002  | Campo Imperatore     | CINEOS                          |
| 183106 -         | 2002 RB121             | 7 de setembre de 2002  | Socorro              | LINEAR                          |
| 183107 -         | 2002 RJ127             | 10 de setembre de 2002 | Palomar              | NEAT                            |
| 183108 -         | 2002 RZ128             | 10 de setembre de 2002 | Haleakala            | NEAT                            |
| 183109 -         | 2002 RW133             | 10 de setembre de 2002 | Palomar              | NEAT                            |
| 183110 -         | 2002 RC136             | 11 de setembre de 2002 | Haleakala            | NEAT                            |
| 183111 -         | 2002 RC137             | 13 de setembre de 2002 | Essen                | Essen                           |
| 183112 -         | 2002 RF137             | 12 de setembre de 2002 | Goodricke-Pigott     | R. A. Tucker                    |
| 183113 -         | 2002 RN139             | 10 de setembre de 2002 | Palomar              | NEAT                            |
| 183114 Vicques   | 2002 RU140             | 13 de setembre de 2002 | Vicques              | Vicques                         |
| 183115 -         | 2002 RP147             | 11 de setembre de 2002 | Palomar              | NEAT                            |
| 183116 -         | 2002 RJ149             | 11 de setembre de 2002 | Haleakala            | NEAT                            |
| 183117 -         | 2002 RY155             | 11 de setembre de 2002 | Palomar              | NEAT                            |
| 183118 -         | 2002 RE157             | 11 de setembre de 2002 | Palomar              | NEAT                            |
| 183119 -         | 2002 RQ163             | 12 de setembre de 2002 | Palomar              | NEAT                            |
| 183120 -         | 2002 RX169             | 13 de setembre de 2002 | Palomar              | NEAT                            |
| 183121 -         | 2002 RV172             | 13 de setembre de 2002 | Palomar              | NEAT                            |
| 183122 -         | 2002 RX174             | 13 de setembre de 2002 | Palomar              | NEAT                            |
| 183123 -         | 2002 RN178             | 14 de setembre de 2002 | Palomar              | NEAT                            |
| 183124 -         | 2002 RU179             | 14 de setembre de 2002 | Kitt Peak            | Spacewatch                      |
| 183125 -         | 2002 RC182             | 11 de setembre de 2002 | Palomar              | NEAT                            |
| 183126 -         | 2002 RU194             | 12 de setembre de 2002 | Palomar              | NEAT                            |
| 183127 -         | 2002 RM200             | 13 de setembre de 2002 | Palomar              | NEAT                            |
| 183128 -         | 2002 RC201             | 13 de setembre de 2002 | Socorro              | LINEAR                          |
| 183129 -         | 2002 RO201             | 13 de setembre de 2002 | Socorro              | LINEAR                          |
| 183130 -         | 2002 RR201             | 13 de setembre de 2002 | Socorro              | LINEAR                          |
| 183131 -         | 2002 RG202             | 13 de setembre de 2002 | Palomar              | NEAT                            |
| 183132 -         | 2002 RS202             | 13 de setembre de 2002 | Palomar              | NEAT                            |
| 183133 -         | 2002 RK203             | 13 de setembre de 2002 | Haleakala            | NEAT                            |
| 183134 -         | 2002 RK210             | 15 de setembre de 2002 | Kitt Peak            | Spacewatch                      |
| 183135 -         | 2002 RW211             | 15 de setembre de 2002 | Haleakala            | NEAT                            |
| 183136 -         | 2002 RC216             | 13 de setembre de 2002 | Anderson Mesa        | LONEOS                          |
| 183137 -         | 2002 RW219             | 15 de setembre de 2002 | Palomar              | NEAT                            |
| 183138 -         | 2002 RY222             | 15 de setembre de 2002 | Haleakala            | NEAT                            |
| 183139 -         | 2002 RW224             | 13 de setembre de 2002 | Haleakala            | NEAT                            |
| 183140 -         | 2002 RA231             | 15 de setembre de 2002 | Haleakala            | NEAT                            |
| 183141 -         | 2002 RW231             | 14 de setembre de 2002 | Palomar              | NEAT                            |
| 183142 -         | 2002 RF238             | 15 de setembre de 2002 | Palomar              | R. Matson                       |
| 183143 -         | 2002 RC240             | 14 de setembre de 2002 | Palomar              | R. Matson                       |
| 183144 -         | 2002 RZ241             | 14 de setembre de 2002 | Palomar              | R. Matson                       |
| 183145 -         | 2002 RV248             | 14 de setembre de 2002 | Palomar              | NEAT                            |
| 183146 -         | 2002 RH251             | 4 de setembre de 2002  | Palomar              | NEAT                            |
| 183147 -         | 2002 RB252             | 12 de setembre de 2002 | Palomar              | NEAT                            |
| 183148 -         | 2002 RZ253             | 14 de setembre de 2002 | Palomar              | NEAT                            |
| 183149 -         | 2002 RL254             | 14 de setembre de 2002 | Palomar              | NEAT                            |
| 183150 -         | 2002 RQ260             | 15 de setembre de 2002 | Palomar              | NEAT                            |
| 183151 -         | 2002 RU261             | 6 de setembre de 2002  | Socorro              | LINEAR                          |
| 183152 -         | 2002 RR273             | 4 de setembre de 2002  | Palomar              | NEAT                            |
| 183153 -         | 2002 SD1               | 26 de setembre de 2002 | Palomar              | NEAT                            |
| 183154 -         | 2002 SK1               | 26 de setembre de 2002 | Pla D'Arguines       | R. Ferrando                     |
| 183155 -         | 2002 SE3               | 27 de setembre de 2002 | Palomar              | NEAT                            |
| 183156 -         | 2002 SR4               | 27 de setembre de 2002 | Palomar              | NEAT                            |
| 183157 -         | 2002 SL7               | 27 de setembre de 2002 | Palomar              | NEAT                            |
| 183158 -         | 2002 SS8               | 27 de setembre de 2002 | Palomar              | NEAT                            |
| 183159 -         | 2002 SO10              | 27 de setembre de 2002 | Palomar              | NEAT                            |
| 183160 -         | 2002 SO12              | 27 de setembre de 2002 | Palomar              | NEAT                            |
| 183161 -         | 2002 SP14              | 27 de setembre de 2002 | Palomar              | NEAT                            |
| 183162 -         | 2002 SR22              | 26 de setembre de 2002 | Palomar              | NEAT                            |
| 183163 -         | 2002 SU22              | 26 de setembre de 2002 | Haleakala            | NEAT                            |
| 183164 -         | 2002 SF23              | 27 de setembre de 2002 | Palomar              | NEAT                            |
| 183165 -         | 2002 SU23              | 27 de setembre de 2002 | Anderson Mesa        | LONEOS                          |
| 183166 -         | 2002 SF31              | 28 de setembre de 2002 | Haleakala            | NEAT                            |
| 183167 -         | 2002 SA33              | 28 de setembre de 2002 | Haleakala            | NEAT                            |
| 183168 -         | 2002 SO34              | 29 de setembre de 2002 | Haleakala            | NEAT                            |
| 183169 -         | 2002 SX35              | 29 de setembre de 2002 | Haleakala            | NEAT                            |
| 183170 -         | 2002 SD37              | 29 de setembre de 2002 | Haleakala            | NEAT                            |
| 183171 -         | 2002 SN37              | 29 de setembre de 2002 | Haleakala            | NEAT                            |
| 183172 -         | 2002 SG39              | 30 de setembre de 2002 | Socorro              | LINEAR                          |
| 183173 -         | 2002 SM39              | 30 de setembre de 2002 | Socorro              | LINEAR                          |
| 183174 -         | 2002 SH40              | 30 de setembre de 2002 | Haleakala            | NEAT                            |
| 183175 -         | 2002 SM40              | 30 de setembre de 2002 | Haleakala            | NEAT                            |
| 183176 -         | 2002 SV43              | 29 de setembre de 2002 | Haleakala            | NEAT                            |
| 183177 -         | 2002 SG47              | 30 de setembre de 2002 | Socorro              | LINEAR                          |
| 183178 -         | 2002 SO47              | 30 de setembre de 2002 | Socorro              | LINEAR                          |
| 183179 -         | 2002 SN48              | 30 de setembre de 2002 | Socorro              | LINEAR                          |
| 183180 -         | 2002 SQ49              | 30 de setembre de 2002 | Socorro              | LINEAR                          |
| 183181 -         | 2002 SH50              | 30 de setembre de 2002 | Haleakala            | NEAT                            |
| 183182 -         | 2002 SB51              | 30 de setembre de 2002 | Weinheim             | Weinheim                        |
| 183183 -         | 2002 SH51              | 16 de setembre de 2002 | Haleakala            | NEAT                            |
| 183184 -         | 2002 SR54              | 30 de setembre de 2002 | Socorro              | LINEAR                          |
| 183185 -         | 2002 SH55              | 30 de setembre de 2002 | Socorro              | LINEAR                          |
| 183186 -         | 2002 SM59              | 16 de setembre de 2002 | Palomar              | NEAT                            |
| 183187 -         | 2002 SA65              | 16 de setembre de 2002 | Palomar              | NEAT                            |
| 183188 -         | 2002 SQ65              | 16 de setembre de 2002 | Palomar              | NEAT                            |
| 183189 -         | 2002 SY67              | 26 de setembre de 2002 | Palomar              | NEAT                            |
| 183190 -         | 2002 SC70              | 26 de setembre de 2002 | Palomar              | NEAT                            |
| 183191 -         | 2002 ST71              | 16 de setembre de 2002 | Haleakala            | NEAT                            |
| 183192 -         | 2002 TR4               | 1 d'octubre de 2002    | Socorro              | LINEAR                          |
| 183193 -         | 2002 TY4               | 1 d'octubre de 2002    | Socorro              | LINEAR                          |
| 183194 -         | 2002 TC5               | 1 d'octubre de 2002    | Socorro              | LINEAR                          |
| 183195 -         | 2002 TW5               | 1 d'octubre de 2002    | Anderson Mesa        | LONEOS                          |
| 183196 -         | 2002 TN7               | 1 d'octubre de 2002    | Anderson Mesa        | LONEOS                          |
| 183197 -         | 2002 TG10              | 2 d'octubre de 2002    | Socorro              | LINEAR                          |
| 183198 -         | 2002 TH13              | 1 d'octubre de 2002    | Anderson Mesa        | LONEOS                          |
| 183199 -         | 2002 TS13              | 1 d'octubre de 2002    | Socorro              | LINEAR                          |
| 183200 -         | 2002 TP15              | 2 d'octubre de 2002    | Socorro              | LINEAR                          |
| 183201-183300    |                        |                        |                      |                                 |
| 183201 -         | 2002 TE17              | 2 d'octubre de 2002    | Socorro              | LINEAR                          |
| 183202 -         | 2002 TP17              | 2 d'octubre de 2002    | Socorro              | LINEAR                          |
| 183203 -         | 2002 TS17              | 2 d'octubre de 2002    | Socorro              | LINEAR                          |
| 183204 -         | 2002 TZ18              | 2 d'octubre de 2002    | Socorro              | LINEAR                          |
| 183205 -         | 2002 TX19              | 2 d'octubre de 2002    | Socorro              | LINEAR                          |
| 183206 -         | 2002 TT22              | 2 d'octubre de 2002    | Socorro              | LINEAR                          |
| 183207 -         | 2002 TE23              | 2 d'octubre de 2002    | Socorro              | LINEAR                          |
| 183208 -         | 2002 TR28              | 2 d'octubre de 2002    | Socorro              | LINEAR                          |
| 183209 -         | 2002 TW28              | 2 d'octubre de 2002    | Socorro              | LINEAR                          |
| 183210 -         | 2002 TE29              | 2 d'octubre de 2002    | Socorro              | LINEAR                          |
| 183211 -         | 2002 TZ30              | 2 d'octubre de 2002    | Socorro              | LINEAR                          |
| 183212 -         | 2002 TG31              | 2 d'octubre de 2002    | Socorro              | LINEAR                          |
| 183213 -         | 2002 TE33              | 2 d'octubre de 2002    | Socorro              | LINEAR                          |
| 183214 -         | 2002 TW34              | 2 d'octubre de 2002    | Socorro              | LINEAR                          |
| 183215 -         | 2002 TZ34              | 2 d'octubre de 2002    | Socorro              | LINEAR                          |
| 183216 -         | 2002 TJ36              | 2 d'octubre de 2002    | Socorro              | LINEAR                          |
| 183217 -         | 2002 TQ36              | 2 d'octubre de 2002    | Socorro              | LINEAR                          |
| 183218 -         | 2002 TK37              | 2 d'octubre de 2002    | Socorro              | LINEAR                          |
| 183219 -         | 2002 TN37              | 2 d'octubre de 2002    | Socorro              | LINEAR                          |
| 183220 -         | 2002 TJ39              | 2 d'octubre de 2002    | Socorro              | LINEAR                          |
| 183221 -         | 2002 TQ39              | 2 d'octubre de 2002    | Socorro              | LINEAR                          |
| 183222 -         | 2002 TN41              | 2 d'octubre de 2002    | Socorro              | LINEAR                          |
| 183223 -         | 2002 TS43              | 2 d'octubre de 2002    | Socorro              | LINEAR                          |
| 183224 -         | 2002 TT43              | 2 d'octubre de 2002    | Socorro              | LINEAR                          |
| 183225 -         | 2002 TX44              | 2 d'octubre de 2002    | Socorro              | LINEAR                          |
| 183226 -         | 2002 TW47              | 2 d'octubre de 2002    | Socorro              | LINEAR                          |
| 183227 -         | 2002 TY47              | 2 d'octubre de 2002    | Socorro              | LINEAR                          |
| 183228 -         | 2002 TT48              | 2 d'octubre de 2002    | Socorro              | LINEAR                          |
| 183229 -         | 2002 TD57              | 1 d'octubre de 2002    | Anderson Mesa        | LONEOS                          |
| 183230 -         | 2002 TC58              | 4 d'octubre de 2002    | Socorro              | LINEAR                          |
| 183231 -         | 2002 TJ70              | 2 d'octubre de 2002    | Campo Imperatore     | CINEOS                          |
| 183232 -         | 2002 TQ70              | 3 d'octubre de 2002    | Palomar              | NEAT                            |
| 183233 -         | 2002 TD72              | 3 d'octubre de 2002    | Palomar              | NEAT                            |
| 183234 -         | 2002 TC73              | 3 d'octubre de 2002    | Palomar              | NEAT                            |
| 183235 -         | 2002 TZ78              | 1 d'octubre de 2002    | Socorro              | LINEAR                          |
| 183236 -         | 2002 TQ81              | 1 d'octubre de 2002    | Haleakala            | NEAT                            |
| 183237 -         | 2002 TR82              | 2 d'octubre de 2002    | Socorro              | LINEAR                          |
| 183238 -         | 2002 TF85              | 2 d'octubre de 2002    | Haleakala            | NEAT                            |
| 183239 -         | 2002 TS90              | 3 d'octubre de 2002    | Palomar              | NEAT                            |
| 183240 -         | 2002 TG96              | 3 d'octubre de 2002    | Palomar              | NEAT                            |
| 183241 -         | 2002 TV98              | 3 d'octubre de 2002    | Socorro              | LINEAR                          |
| 183242 -         | 2002 TT107             | 4 d'octubre de 2002    | Socorro              | LINEAR                          |
| 183243 -         | 2002 TV108             | 1 d'octubre de 2002    | Haleakala            | NEAT                            |
| 183244 -         | 2002 TM111             | 3 d'octubre de 2002    | Kitt Peak            | Spacewatch                      |
| 183245 -         | 2002 TY111             | 3 d'octubre de 2002    | Socorro              | LINEAR                          |
| 183246 -         | 2002 TT121             | 3 d'octubre de 2002    | Palomar              | NEAT                            |
| 183247 -         | 2002 TB124             | 4 d'octubre de 2002    | Palomar              | NEAT                            |
| 183248 -         | 2002 TU125             | 4 d'octubre de 2002    | Socorro              | LINEAR                          |
| 183249 -         | 2002 TG131             | 4 d'octubre de 2002    | Socorro              | LINEAR                          |
| 183250 -         | 2002 TN131             | 4 d'octubre de 2002    | Socorro              | LINEAR                          |
| 183251 -         | 2002 TE134             | 4 d'octubre de 2002    | Palomar              | NEAT                            |
| 183252 -         | 2002 TS155             | 5 d'octubre de 2002    | Palomar              | NEAT                            |
| 183253 -         | 2002 TJ163             | 5 d'octubre de 2002    | Palomar              | NEAT                            |
| 183254 -         | 2002 TK166             | 3 d'octubre de 2002    | Socorro              | LINEAR                          |
| 183255 -         | 2002 TX168             | 3 d'octubre de 2002    | Palomar              | NEAT                            |
| 183256 -         | 2002 TL174             | 4 d'octubre de 2002    | Socorro              | LINEAR                          |
| 183257 -         | 2002 TA185             | 4 d'octubre de 2002    | Socorro              | LINEAR                          |
| 183258 -         | 2002 TT195             | 3 d'octubre de 2002    | Socorro              | LINEAR                          |
| 183259 -         | 2002 TT196             | 4 d'octubre de 2002    | Socorro              | LINEAR                          |
| 183260 -         | 2002 TB208             | 4 d'octubre de 2002    | Socorro              | LINEAR                          |
| 183261 -         | 2002 TE208             | 4 d'octubre de 2002    | Socorro              | LINEAR                          |
| 183262 -         | 2002 TS209             | 6 d'octubre de 2002    | Haleakala            | NEAT                            |
| 183263 -         | 2002 TG215             | 4 d'octubre de 2002    | Socorro              | LINEAR                          |
| 183264 -         | 2002 TH220             | 5 d'octubre de 2002    | Campo Imperatore     | CINEOS                          |
| 183265 -         | 2002 TR223             | 7 d'octubre de 2002    | Anderson Mesa        | LONEOS                          |
| 183266 -         | 2002 TJ225             | 8 d'octubre de 2002    | Anderson Mesa        | LONEOS                          |
| 183267 -         | 2002 TW225             | 8 d'octubre de 2002    | Anderson Mesa        | LONEOS                          |
| 183268 -         | 2002 TE227             | 8 d'octubre de 2002    | Anderson Mesa        | LONEOS                          |
| 183269 -         | 2002 TB241             | 7 d'octubre de 2002    | Socorro              | LINEAR                          |
| 183270 -         | 2002 TC241             | 7 d'octubre de 2002    | Socorro              | LINEAR                          |
| 183271 -         | 2002 TL248             | 7 d'octubre de 2002    | Palomar              | NEAT                            |
| 183272 -         | 2002 TS251             | 8 d'octubre de 2002    | Anderson Mesa        | LONEOS                          |
| 183273 -         | 2002 TP258             | 9 d'octubre de 2002    | Socorro              | LINEAR                          |
| 183274 -         | 2002 TS258             | 9 d'octubre de 2002    | Socorro              | LINEAR                          |
| 183275 -         | 2002 TE260             | 9 d'octubre de 2002    | Socorro              | LINEAR                          |
| 183276 -         | 2002 TT260             | 9 d'octubre de 2002    | Socorro              | LINEAR                          |
| 183277 -         | 2002 TV261             | 10 d'octubre de 2002   | Palomar              | NEAT                            |
| 183278 -         | 2002 TP270             | 9 d'octubre de 2002    | Socorro              | LINEAR                          |
| 183279 -         | 2002 TG271             | 9 d'octubre de 2002    | Socorro              | LINEAR                          |
| 183280 -         | 2002 TT274             | 9 d'octubre de 2002    | Socorro              | LINEAR                          |
| 183281 -         | 2002 TC278             | 10 d'octubre de 2002   | Socorro              | LINEAR                          |
| 183282 -         | 2002 TM283             | 10 d'octubre de 2002   | Socorro              | LINEAR                          |
| 183283 -         | 2002 TY287             | 10 d'octubre de 2002   | Socorro              | LINEAR                          |
| 183284 -         | 2002 TU294             | 10 d'octubre de 2002   | Socorro              | LINEAR                          |
| 183285 -         | 2002 TD298             | 12 d'octubre de 2002   | Socorro              | LINEAR                          |
| 183286 -         | 2002 TP304             | 4 d'octubre de 2002    | Apache Point         | SDSS                            |
| 183287 -         | 2002 TJ318             | 5 d'octubre de 2002    | Apache Point         | SDSS                            |
| 183288 -         | 2002 TH331             | 5 d'octubre de 2002    | Apache Point         | SDSS                            |
| 183289 -         | 2002 TR345             | 5 d'octubre de 2002    | Apache Point         | SDSS                            |
| 183290 -         | 2002 TP375             | 3 d'octubre de 2002    | Socorro              | LINEAR                          |
| 183291 -         | 2002 TC376             | 10 d'octubre de 2002   | Apache Point         | SDSS                            |
| 183292 -         | 2002 TK376             | 6 d'octubre de 2002    | Socorro              | LINEAR                          |
| 183293 -         | 2002 TD378             | 15 d'octubre de 2002   | Palomar              | NEAT                            |
| 183294 Langbroek | 2002 TB382             | 9 d'octubre de 2002    | Palomar              | NEAT                            |
| 183295 -         | 2002 UJ                | 19 d'octubre de 2002   | Palomar              | NEAT                            |
| 183296 -         | 2002 UX2               | 28 d'octubre de 2002   | Socorro              | LINEAR                          |
| 183297 -         | 2002 UZ5               | 28 d'octubre de 2002   | Palomar              | NEAT                            |
| 183298 -         | 2002 UB14              | 29 d'octubre de 2002   | Palomar              | NEAT                            |
| 183299 -         | 2002 UD19              | 30 d'octubre de 2002   | Haleakala            | NEAT                            |
| 183300 -         | 2002 UH19              | 30 d'octubre de 2002   | Haleakala            | NEAT                            |
| 183301-183400    |                        |                        |                      |                                 |
| 183301 -         | 2002 UN20              | 28 d'octubre de 2002   | Haleakala            | NEAT                            |
| 183302 -         | 2002 UB26              | 30 d'octubre de 2002   | Palomar              | NEAT                            |
| 183303 -         | 2002 UU33              | 31 d'octubre de 2002   | Palomar              | NEAT                            |
| 183304 -         | 2002 UZ37              | 31 d'octubre de 2002   | Palomar              | NEAT                            |
| 183305 -         | 2002 UR41              | 31 d'octubre de 2002   | Palomar              | NEAT                            |
| 183306 -         | 2002 UM48              | 31 d'octubre de 2002   | Socorro              | LINEAR                          |
| 183307 -         | 2002 UZ55              | 29 d'octubre de 2002   | Apache Point         | SDSS                            |
| 183308 -         | 2002 UR72              | 25 d'octubre de 2002   | Palomar              | NEAT                            |
| 183309 -         | 2002 VQ                | 2 de novembre de 2002  | Wrightwood           | J. W. Young                     |
| 183310 -         | 2002 VK6               | 5 de novembre de 2002  | La Palma             | La Palma                        |
| 183311 -         | 2002 VV9               | 1 de novembre de 2002  | Palomar              | NEAT                            |
| 183312 -         | 2002 VD10              | 1 de novembre de 2002  | Palomar              | NEAT                            |
| 183313 -         | 2002 VH14              | 5 de novembre de 2002  | Anderson Mesa        | LONEOS                          |
| 183314 -         | 2002 VJ18              | 2 de novembre de 2002  | Haleakala            | NEAT                            |
| 183315 -         | 2002 VS21              | 5 de novembre de 2002  | Socorro              | LINEAR                          |
| 183316 -         | 2002 VP27              | 5 de novembre de 2002  | Anderson Mesa        | LONEOS                          |
| 183317 -         | 2002 VY27              | 5 de novembre de 2002  | Anderson Mesa        | LONEOS                          |
| 183318 -         | 2002 VH34              | 5 de novembre de 2002  | Socorro              | LINEAR                          |
| 183319 -         | 2002 VT41              | 5 de novembre de 2002  | Palomar              | NEAT                            |
| 183320 -         | 2002 VE42              | 5 de novembre de 2002  | Palomar              | NEAT                            |
| 183321 -         | 2002 VE44              | 4 de novembre de 2002  | Haleakala            | NEAT                            |
| 183322 -         | 2002 VO49              | 5 de novembre de 2002  | Anderson Mesa        | LONEOS                          |
| 183323 -         | 2002 VV50              | 6 de novembre de 2002  | Anderson Mesa        | LONEOS                          |
| 183324 -         | 2002 VK51              | 6 de novembre de 2002  | Anderson Mesa        | LONEOS                          |
| 183325 -         | 2002 VQ51              | 6 de novembre de 2002  | Anderson Mesa        | LONEOS                          |
| 183326 -         | 2002 VK52              | 6 de novembre de 2002  | Anderson Mesa        | LONEOS                          |
| 183327 -         | 2002 VP52              | 6 de novembre de 2002  | Anderson Mesa        | LONEOS                          |
| 183328 -         | 2002 VY55              | 6 de novembre de 2002  | Socorro              | LINEAR                          |
| 183329 -         | 2002 VA56              | 6 de novembre de 2002  | Anderson Mesa        | LONEOS                          |
| 183330 -         | 2002 VC67              | 6 de novembre de 2002  | Haleakala            | NEAT                            |
| 183331 -         | 2002 VF67              | 6 de novembre de 2002  | Haleakala            | NEAT                            |
| 183332 -         | 2002 VR72              | 7 de novembre de 2002  | Socorro              | LINEAR                          |
| 183333 -         | 2002 VB77              | 7 de novembre de 2002  | Socorro              | LINEAR                          |
| 183334 -         | 2002 VR77              | 7 de novembre de 2002  | Socorro              | LINEAR                          |
| 183335 -         | 2002 VQ80              | 7 de novembre de 2002  | Socorro              | LINEAR                          |
| 183336 -         | 2002 VQ81              | 7 de novembre de 2002  | Socorro              | LINEAR                          |
| 183337 -         | 2002 VX82              | 7 de novembre de 2002  | Socorro              | LINEAR                          |
| 183338 -         | 2002 VM83              | 7 de novembre de 2002  | Socorro              | LINEAR                          |
| 183339 -         | 2002 VV86              | 8 de novembre de 2002  | Socorro              | LINEAR                          |
| 183340 -         | 2002 VC87              | 8 de novembre de 2002  | Socorro              | LINEAR                          |
| 183341 -         | 2002 VQ89              | 11 de novembre de 2002 | Palomar              | NEAT                            |
| 183342 -         | 2002 VF90              | 11 de novembre de 2002 | Socorro              | LINEAR                          |
| 183343 -         | 2002 VN92              | 11 de novembre de 2002 | Socorro              | LINEAR                          |
| 183344 -         | 2002 VE93              | 11 de novembre de 2002 | Socorro              | LINEAR                          |
| 183345 -         | 2002 VB100             | 10 de novembre de 2002 | Socorro              | LINEAR                          |
| 183346 -         | 2002 VH104             | 12 de novembre de 2002 | Socorro              | LINEAR                          |
| 183347 -         | 2002 VJ108             | 12 de novembre de 2002 | Socorro              | LINEAR                          |
| 183348 -         | 2002 VE109             | 12 de novembre de 2002 | Socorro              | LINEAR                          |
| 183349 -         | 2002 VZ109             | 12 de novembre de 2002 | Socorro              | LINEAR                          |
| 183350 -         | 2002 VC110             | 12 de novembre de 2002 | Palomar              | NEAT                            |
| 183351 -         | 2002 VP111             | 13 de novembre de 2002 | Palomar              | NEAT                            |
| 183352 -         | 2002 VG114             | 13 de novembre de 2002 | Palomar              | NEAT                            |
| 183353 -         | 2002 VQ119             | 12 de novembre de 2002 | Socorro              | LINEAR                          |
| 183354 -         | 2002 VW119             | 12 de novembre de 2002 | Socorro              | LINEAR                          |
| 183355 -         | 2002 VS122             | 13 de novembre de 2002 | Palomar              | NEAT                            |
| 183356 -         | 2002 VH124             | 6 de novembre de 2002  | Kingsnake            | J. V. McClusky                  |
| 183357 -         | 2002 VT129             | 9 de novembre de 2002  | Kitt Peak            | M. W. Buie                      |
| 183358 -         | 2002 VM131             | 13 de novembre de 2002 | Palomar              | S. F. Hönig                     |
| 183359 -         | 2002 VS134             | 6 de novembre de 2002  | Socorro              | LINEAR                          |
| 183360 -         | 2002 VN140             | 13 de novembre de 2002 | Palomar              | NEAT                            |
| 183361 -         | 2002 VO141             | 6 de novembre de 2002  | Palomar              | NEAT                            |
| 183362 -         | 2002 WB13              | 28 de novembre de 2002 | Anderson Mesa        | LONEOS                          |
| 183363 -         | 2002 WC13              | 28 de novembre de 2002 | Anderson Mesa        | LONEOS                          |
| 183364 -         | 2002 WT16              | 28 de novembre de 2002 | Haleakala            | NEAT                            |
| 183365 -         | 2002 WK20              | 24 de novembre de 2002 | Palomar              | S. F. Hönig                     |
| 183366 -         | 2002 WU22              | 24 de novembre de 2002 | Palomar              | NEAT                            |
| 183367 -         | 2002 XJ                | 1 de desembre de 2002  | Socorro              | LINEAR                          |
| 183368 -         | 2002 XD7               | 2 de desembre de 2002  | Socorro              | LINEAR                          |
| 183369 -         | 2002 XZ15              | 3 de desembre de 2002  | Palomar              | NEAT                            |
| 183370 -         | 2002 XE17              | 3 de desembre de 2002  | Palomar              | NEAT                            |
| 183371 -         | 2002 XP20              | 2 de desembre de 2002  | Socorro              | LINEAR                          |
| 183372 -         | 2002 XZ21              | 2 de desembre de 2002  | Socorro              | LINEAR                          |
| 183373 -         | 2002 XO22              | 3 de desembre de 2002  | Palomar              | NEAT                            |
| 183374 -         | 2002 XC25              | 5 de desembre de 2002  | Socorro              | LINEAR                          |
| 183375 -         | 2002 XT29              | 5 de desembre de 2002  | Palomar              | NEAT                            |
| 183376 -         | 2002 XM30              | 6 de desembre de 2002  | Socorro              | LINEAR                          |
| 183377 -         | 2002 XM31              | 6 de desembre de 2002  | Socorro              | LINEAR                          |
| 183378 -         | 2002 XG37              | 7 de desembre de 2002  | Socorro              | LINEAR                          |
| 183379 -         | 2002 XL44              | 7 de desembre de 2002  | Emerald Lane         | L. Ball                         |
| 183380 -         | 2002 XP48              | 10 de desembre de 2002 | Socorro              | LINEAR                          |
| 183381 -         | 2002 XC49              | 10 de desembre de 2002 | Socorro              | LINEAR                          |
| 183382 -         | 2002 XJ51              | 10 de desembre de 2002 | Socorro              | LINEAR                          |
| 183383 -         | 2002 XM54              | 10 de desembre de 2002 | Palomar              | NEAT                            |
| 183384 -         | 2002 XD55              | 10 de desembre de 2002 | Palomar              | NEAT                            |
| 183385 -         | 2002 XN58              | 11 de desembre de 2002 | Socorro              | LINEAR                          |
| 183386 -         | 2002 XR59              | 10 de desembre de 2002 | Socorro              | LINEAR                          |
| 183387 -         | 2002 XE60              | 10 de desembre de 2002 | Socorro              | LINEAR                          |
| 183388 -         | 2002 XL60              | 10 de desembre de 2002 | Socorro              | LINEAR                          |
| 183389 -         | 2002 XD63              | 11 de desembre de 2002 | Socorro              | LINEAR                          |
| 183390 -         | 2002 XX66              | 10 de desembre de 2002 | Socorro              | LINEAR                          |
| 183391 -         | 2002 XG72              | 11 de desembre de 2002 | Socorro              | LINEAR                          |
| 183392 -         | 2002 XU72              | 11 de desembre de 2002 | Socorro              | LINEAR                          |
| 183393 -         | 2002 XJ73              | 11 de desembre de 2002 | Socorro              | LINEAR                          |
| 183394 -         | 2002 XH75              | 11 de desembre de 2002 | Socorro              | LINEAR                          |
| 183395 -         | 2002 XT76              | 11 de desembre de 2002 | Socorro              | LINEAR                          |
| 183396 -         | 2002 XZ76              | 11 de desembre de 2002 | Socorro              | LINEAR                          |
| 183397 -         | 2002 XT80              | 11 de desembre de 2002 | Socorro              | LINEAR                          |
| 183398 -         | 2002 XS91              | 4 de desembre de 2002  | Kitt Peak            | M. W. Buie                      |
| 183399 -         | 2002 XQ93              | 6 de desembre de 2002  | Kitt Peak            | M. W. Buie                      |
| 183400 -         | 2002 XJ101             | 5 de desembre de 2002  | Socorro              | LINEAR                          |
| 183401-183500    |                        |                        |                      |                                 |
| 183401 -         | 2002 XM109             | 6 de desembre de 2002  | Socorro              | LINEAR                          |
| 183402 -         | 2002 XY111             | 6 de desembre de 2002  | Socorro              | LINEAR                          |
| 183403 -         | 2002 XW115             | 11 de desembre de 2002 | Apache Point         | SDSS                            |
| 183404 -         | 2002 YO                | 27 de desembre de 2002 | Anderson Mesa        | LONEOS                          |
| 183405 -         | 2002 YE4               | 30 de desembre de 2002 | Nogales              | Tenagra II                      |
| 183406 -         | 2002 YK6               | 28 de desembre de 2002 | Anderson Mesa        | LONEOS                          |
| 183407 -         | 2002 YU6               | 28 de desembre de 2002 | Anderson Mesa        | LONEOS                          |
| 183408 -         | 2002 YM8               | 31 de desembre de 2002 | Socorro              | LINEAR                          |
| 183409 -         | 2002 YV13              | 31 de desembre de 2002 | Socorro              | LINEAR                          |
| 183410 -         | 2002 YS17              | 31 de desembre de 2002 | Socorro              | LINEAR                          |
| 183411 -         | 2002 YA19              | 31 de desembre de 2002 | Socorro              | LINEAR                          |
| 183412 -         | 2002 YF20              | 31 de desembre de 2002 | Socorro              | LINEAR                          |
| 183413 -         | 2002 YN20              | 31 de desembre de 2002 | Socorro              | LINEAR                          |
| 183414 -         | 2002 YY29              | 31 de desembre de 2002 | Socorro              | LINEAR                          |
| 183415 -         | 2003 AH2               | 2 de gener de 2003     | Socorro              | LINEAR                          |
| 183416 -         | 2003 AD5               | 1 de gener de 2003     | Socorro              | LINEAR                          |
| 183417 -         | 2003 AE5               | 1 de gener de 2003     | Socorro              | LINEAR                          |
| 183418 -         | 2003 AY6               | 2 de gener de 2003     | Socorro              | LINEAR                          |
| 183419 -         | 2003 AC12              | 1 de gener de 2003     | Socorro              | LINEAR                          |
| 183420 -         | 2003 AU14              | 2 de gener de 2003     | Anderson Mesa        | LONEOS                          |
| 183421 -         | 2003 AX17              | 5 de gener de 2003     | Anderson Mesa        | LONEOS                          |
| 183422 -         | 2003 AF20              | 5 de gener de 2003     | Socorro              | LINEAR                          |
| 183423 -         | 2003 AR20              | 5 de gener de 2003     | Socorro              | LINEAR                          |
| 183424 -         | 2003 AC22              | 5 de gener de 2003     | Socorro              | LINEAR                          |
| 183425 -         | 2003 AL23              | 4 de gener de 2003     | Socorro              | LINEAR                          |
| 183426 -         | 2003 AM24              | 4 de gener de 2003     | Socorro              | LINEAR                          |
| 183427 -         | 2003 AD25              | 4 de gener de 2003     | Socorro              | LINEAR                          |
| 183428 -         | 2003 AD29              | 4 de gener de 2003     | Socorro              | LINEAR                          |
| 183429 -         | 2003 AW35              | 7 de gener de 2003     | Socorro              | LINEAR                          |
| 183430 -         | 2003 AG55              | 5 de gener de 2003     | Socorro              | LINEAR                          |
| 183431 -         | 2003 AA58              | 5 de gener de 2003     | Socorro              | LINEAR                          |
| 183432 -         | 2003 AH61              | 7 de gener de 2003     | Socorro              | LINEAR                          |
| 183433 -         | 2003 AT62              | 8 de gener de 2003     | Socorro              | LINEAR                          |
| 183434 -         | 2003 AL63              | 8 de gener de 2003     | Socorro              | LINEAR                          |
| 183435 -         | 2003 AB65              | 7 de gener de 2003     | Socorro              | LINEAR                          |
| 183436 -         | 2003 AH65              | 7 de gener de 2003     | Socorro              | LINEAR                          |
| 183437 -         | 2003 AK65              | 7 de gener de 2003     | Socorro              | LINEAR                          |
| 183438 -         | 2003 AF68              | 8 de gener de 2003     | Socorro              | LINEAR                          |
| 183439 -         | 2003 AC72              | 10 de gener de 2003    | Socorro              | LINEAR                          |
| 183440 -         | 2003 AW82              | 8 de gener de 2003     | Bergisch Gladbach    | W. Bickel                       |
| 183441 -         | 2003 AK84              | 11 de gener de 2003    | Goodricke-Pigott     | R. A. Tucker                    |
| 183442 -         | 2003 AL90              | 5 de gener de 2003     | Socorro              | LINEAR                          |
| 183443 -         | 2003 AZ91              | 7 de gener de 2003     | Socorro              | LINEAR                          |
| 183444 -         | 2003 AN94              | 10 de gener de 2003    | Socorro              | LINEAR                          |
| 183445 -         | 2003 BE3               | 24 de gener de 2003    | La Silla             | A. Boattini, H. Scholl          |
| 183446 -         | 2003 BT7               | 26 de gener de 2003    | Kitt Peak            | Spacewatch                      |
| 183447 -         | 2003 BV8               | 26 de gener de 2003    | Anderson Mesa        | LONEOS                          |
| 183448 -         | 2003 BY10              | 26 de gener de 2003    | Anderson Mesa        | LONEOS                          |
| 183449 -         | 2003 BU12              | 26 de gener de 2003    | Haleakala            | NEAT                            |
| 183450 -         | 2003 BL18              | 27 de gener de 2003    | Socorro              | LINEAR                          |
| 183451 -         | 2003 BV18              | 26 de gener de 2003    | Palomar              | NEAT                            |
| 183452 -         | 2003 BF20              | 27 de gener de 2003    | Anderson Mesa        | LONEOS                          |
| 183453 -         | 2003 BK22              | 25 de gener de 2003    | Palomar              | NEAT                            |
| 183454 -         | 2003 BK24              | 25 de gener de 2003    | Palomar              | NEAT                            |
| 183455 -         | 2003 BO30              | 27 de gener de 2003    | Socorro              | LINEAR                          |
| 183456 -         | 2003 BY33              | 25 de gener de 2003    | Palomar              | NEAT                            |
| 183457 -         | 2003 BC35              | 27 de gener de 2003    | Socorro              | LINEAR                          |
| 183458 -         | 2003 BU42              | 29 de gener de 2003    | Palomar              | NEAT                            |
| 183459 -         | 2003 BL46              | 29 de gener de 2003    | Socorro              | LINEAR                          |
| 183460 -         | 2003 BT52              | 27 de gener de 2003    | Anderson Mesa        | LONEOS                          |
| 183461 -         | 2003 BU54              | 27 de gener de 2003    | Palomar              | NEAT                            |
| 183462 -         | 2003 BM56              | 28 de gener de 2003    | Haleakala            | NEAT                            |
| 183463 -         | 2003 BH60              | 27 de gener de 2003    | Haleakala            | NEAT                            |
| 183464 -         | 2003 BO60              | 27 de gener de 2003    | Palomar              | NEAT                            |
| 183465 -         | 2003 BL72              | 28 de gener de 2003    | Palomar              | NEAT                            |
| 183466 -         | 2003 BE74              | 29 de gener de 2003    | Palomar              | NEAT                            |
| 183467 -         | 2003 BP75              | 29 de gener de 2003    | Palomar              | NEAT                            |
| 183468 -         | 2003 BQ76              | 29 de gener de 2003    | Palomar              | NEAT                            |
| 183469 -         | 2003 BF81              | 31 de gener de 2003    | Socorro              | LINEAR                          |
| 183470 -         | 2003 BH82              | 31 de gener de 2003    | Socorro              | LINEAR                          |
| 183471 -         | 2003 BM86              | 25 de gener de 2003    | Anderson Mesa        | LONEOS                          |
| 183472 -         | 2003 BV87              | 27 de gener de 2003    | Socorro              | LINEAR                          |
| 183473 -         | 2003 BD88              | 27 de gener de 2003    | Socorro              | LINEAR                          |
| 183474 -         | 2003 CB1               | 1 de febrer de 2003    | Socorro              | LINEAR                          |
| 183475 -         | 2003 CK2               | 1 de febrer de 2003    | Socorro              | LINEAR                          |
| 183476 -         | 2003 CR13              | 4 de febrer de 2003    | Anderson Mesa        | LONEOS                          |
| 183477 -         | 2003 CD18              | 8 de febrer de 2003    | Socorro              | LINEAR                          |
| 183478 -         | 2003 CR19              | 7 de febrer de 2003    | Palomar              | NEAT                            |
| 183479 -         | 2003 DL5               | 19 de febrer de 2003   | Palomar              | NEAT                            |
| 183480 -         | 2003 DP5               | 19 de febrer de 2003   | Palomar              | NEAT                            |
| 183481 -         | 2003 DR5               | 19 de febrer de 2003   | Palomar              | NEAT                            |
| 183482 -         | 2003 DE12              | 25 de febrer de 2003   | Campo Imperatore     | CINEOS                          |
| 183483 -         | 2003 DS12              | 26 de febrer de 2003   | Campo Imperatore     | CINEOS                          |
| 183484 -         | 2003 DZ14              | 25 de febrer de 2003   | Campo Imperatore     | CINEOS                          |
| 183485 -         | 2003 DY18              | 21 de febrer de 2003   | Palomar              | NEAT                            |
| 183486 -         | 2003 DX21              | 28 de febrer de 2003   | Socorro              | LINEAR                          |
| 183487 -         | 2003 ES3               | 6 de març de 2003      | Palomar              | NEAT                            |
| 183488 -         | 2003 ET6               | 6 de març de 2003      | Anderson Mesa        | LONEOS                          |
| 183489 -         | 2003 EJ18              | 6 de març de 2003      | Anderson Mesa        | LONEOS                          |
| 183490 -         | 2003 EQ18              | 6 de març de 2003      | Anderson Mesa        | LONEOS                          |
| 183491 -         | 2003 EU21              | 6 de març de 2003      | Socorro              | LINEAR                          |
| 183492 -         | 2003 EH25              | 6 de març de 2003      | Anderson Mesa        | LONEOS                          |
| 183493 -         | 2003 EB29              | 6 de març de 2003      | Socorro              | LINEAR                          |
| 183494 -         | 2003 EM35              | 7 de març de 2003      | Socorro              | LINEAR                          |
| 183495 -         | 2003 EK37              | 8 de març de 2003      | Anderson Mesa        | LONEOS                          |
| 183496 -         | 2003 EF38              | 8 de març de 2003      | Anderson Mesa        | LONEOS                          |
| 183497 -         | 2003 EH46              | 7 de març de 2003      | Anderson Mesa        | LONEOS                          |
| 183498 -         | 2003 EN47              | 9 de març de 2003      | Socorro              | LINEAR                          |
| 183499 -         | 2003 ES61              | 6 de març de 2003      | Socorro              | LINEAR                          |
| 183500 -         | 2003 FV2               | 24 de març de 2003     | Haleakala            | NEAT                            |
| 183501-183600    |                        |                        |                      |                                 |
| 183501 -         | 2003 FU4               | 25 de març de 2003     | Wrightwood           | J. W. Young                     |
| 183502 -         | 2003 FM8               | 30 de març de 2003     | Socorro              | LINEAR                          |
| 183503 -         | 2003 FP12              | 22 de març de 2003     | Kvistaberg           | Uppsala-DLR Asteroid Survey     |
| 183504 -         | 2003 FP15              | 23 de març de 2003     | Kitt Peak            | Spacewatch                      |
| 183505 -         | 2003 FY25              | 24 de març de 2003     | Kitt Peak            | Spacewatch                      |
| 183506 -         | 2003 FP33              | 23 de març de 2003     | Kitt Peak            | Spacewatch                      |
| 183507 -         | 2003 FC36              | 23 de març de 2003     | Kitt Peak            | Spacewatch                      |
| 183508 -         | 2003 FE36              | 23 de març de 2003     | Kitt Peak            | Spacewatch                      |
| 183509 -         | 2003 FZ40              | 25 de març de 2003     | Palomar              | NEAT                            |
| 183510 -         | 2003 FJ41              | 25 de març de 2003     | Palomar              | NEAT                            |
| 183511 -         | 2003 FV48              | 24 de març de 2003     | Kitt Peak            | Spacewatch                      |
| 183512 -         | 2003 FG51              | 25 de març de 2003     | Palomar              | NEAT                            |
| 183513 -         | 2003 FR53              | 25 de març de 2003     | Palomar              | NEAT                            |
| 183514 -         | 2003 FC58              | 26 de març de 2003     | Kitt Peak            | Spacewatch                      |
| 183515 -         | 2003 FA65              | 26 de març de 2003     | Palomar              | NEAT                            |
| 183516 -         | 2003 FJ78              | 27 de març de 2003     | Kitt Peak            | Spacewatch                      |
| 183517 -         | 2003 FP80              | 27 de març de 2003     | Socorro              | LINEAR                          |
| 183518 -         | 2003 FA81              | 27 de març de 2003     | Socorro              | LINEAR                          |
| 183519 -         | 2003 FS88              | 28 de març de 2003     | Kitt Peak            | Spacewatch                      |
| 183520 -         | 2003 FR90              | 29 de març de 2003     | Anderson Mesa        | LONEOS                          |
| 183521 -         | 2003 FM91              | 29 de març de 2003     | Anderson Mesa        | LONEOS                          |
| 183522 -         | 2003 FM93              | 29 de març de 2003     | Anderson Mesa        | LONEOS                          |
| 183523 -         | 2003 FU93              | 29 de març de 2003     | Anderson Mesa        | LONEOS                          |
| 183524 -         | 2003 FV101             | 31 de març de 2003     | Socorro              | LINEAR                          |
| 183525 -         | 2003 FK110             | 30 de març de 2003     | Kitt Peak            | Spacewatch                      |
| 183526 -         | 2003 FV114             | 31 de març de 2003     | Anderson Mesa        | LONEOS                          |
| 183527 -         | 2003 FV118             | 26 de març de 2003     | Anderson Mesa        | LONEOS                          |
| 183528 -         | 2003 FT126             | 31 de març de 2003     | Kitt Peak            | Spacewatch                      |
| 183529 -         | 2003 FV127             | 31 de març de 2003     | Catalina             | CSS                             |
| 183530 -         | 2003 FV130             | 29 de març de 2003     | Anderson Mesa        | LONEOS                          |
| 183531 -         | 2003 FA132             | 27 de març de 2003     | Kitt Peak            | Spacewatch                      |
| 183532 -         | 2003 GC27              | 6 d'abril de 2003      | Anderson Mesa        | LONEOS                          |
| 183533 -         | 2003 GG29              | 6 d'abril de 2003      | Haleakala            | NEAT                            |
| 183534 -         | 2003 GU38              | 7 d'abril de 2003      | Kitt Peak            | Spacewatch                      |
| 183535 -         | 2003 GN45              | 8 d'abril de 2003      | Palomar              | NEAT                            |
| 183536 -         | 2003 GF50              | 4 d'abril de 2003      | Kitt Peak            | Spacewatch                      |
| 183537 -         | 2003 GY54              | 4 d'abril de 2003      | Kitt Peak            | Spacewatch                      |
| 183538 -         | 2003 GC55              | 4 d'abril de 2003      | Anderson Mesa        | LONEOS                          |
| 183539 -         | 2003 HV15              | 27 d'abril de 2003     | Socorro              | LINEAR                          |
| 183540 -         | 2003 HC17              | 24 d'abril de 2003     | Anderson Mesa        | LONEOS                          |
| 183541 -         | 2003 HV22              | 26 d'abril de 2003     | Kitt Peak            | Spacewatch                      |
| 183542 -         | 2003 HH24              | 27 d'abril de 2003     | Kitt Peak            | Spacewatch                      |
| 183543 -         | 2003 HN25              | 25 d'abril de 2003     | Kitt Peak            | Spacewatch                      |
| 183544 -         | 2003 HZ27              | 26 d'abril de 2003     | Kitt Peak            | Spacewatch                      |
| 183545 -         | 2003 HJ35              | 26 d'abril de 2003     | Haleakala            | NEAT                            |
| 183546 -         | 2003 HD38              | 29 d'abril de 2003     | Socorro              | LINEAR                          |
| 183547 -         | 2003 HR38              | 29 d'abril de 2003     | Anderson Mesa        | LONEOS                          |
| 183548 -         | 2003 HU42              | 29 d'abril de 2003     | Kitt Peak            | Spacewatch                      |
| 183549 -         | 2003 HU49              | 29 d'abril de 2003     | Socorro              | LINEAR                          |
| 183550 -         | 2003 HU57              | 24 d'abril de 2003     | Kitt Peak            | Spacewatch                      |
| 183551 -         | 2003 JU4               | 3 de maig de 2003      | Kitt Peak            | Spacewatch                      |
| 183552 -         | 2003 JY5               | 1 de maig de 2003      | Kitt Peak            | Spacewatch                      |
| 183553 -         | 2003 JP10              | 2 de maig de 2003      | Kitt Peak            | Spacewatch                      |
| 183554 -         | 2003 JP11              | 5 de maig de 2003      | Kitt Peak            | Spacewatch                      |
| 183555 -         | 2003 JN13              | 6 de maig de 2003      | Nogales              | Tenagra II                      |
| 183556 -         | 2003 JQ13              | 5 de maig de 2003      | Anderson Mesa        | LONEOS                          |
| 183557 -         | 2003 KZ2               | 22 de maig de 2003     | Kitt Peak            | Spacewatch                      |
| 183558 -         | 2003 KT9               | 25 de maig de 2003     | Anderson Mesa        | LONEOS                          |
| 183559 -         | 2003 KQ12              | 26 de maig de 2003     | Kitt Peak            | Spacewatch                      |
| 183560 -         | 2003 KO18              | 24 de maig de 2003     | Kleť                 | J. Tichá, M. Tichý              |
| 183561 -         | 2003 KC32              | 27 de maig de 2003     | Kitt Peak            | Spacewatch                      |
| 183562 -         | 2003 LP4               | 5 de juny de 2003      | Kitt Peak            | Spacewatch                      |
| 183563 -         | 2003 MD4               | 22 de juny de 2003     | Nogales              | M. B. Schwartz, P. R. Holvorcem |
| 183564 -         | 2003 MA12              | 29 de juny de 2003     | Socorro              | LINEAR                          |
| 183565 -         | 2003 NL2               | 3 de juliol de 2003    | Reedy Creek          | J. Broughton                    |
| 183566 -         | 2003 NQ2               | 4 de juliol de 2003    | Haleakala            | NEAT                            |
| 183567 -         | 2003 OZ10              | 27 de juliol de 2003   | Reedy Creek          | J. Broughton                    |
| 183568 -         | 2003 OQ11              | 20 de juliol de 2003   | Palomar              | NEAT                            |
| 183569 -         | 2003 PN3               | 2 d'agost de 2003      | Haleakala            | NEAT                            |
| 183570 -         | 2003 QJ3               | 19 d'agost de 2003     | Campo Imperatore     | CINEOS                          |
| 183571 -         | 2003 QK22              | 20 d'agost de 2003     | Palomar              | NEAT                            |
| 183572 -         | 2003 QV31              | 21 d'agost de 2003     | Palomar              | NEAT                            |
| 183573 -         | 2003 QH46              | 23 d'agost de 2003     | Palomar              | NEAT                            |
| 183574 -         | 2003 QJ54              | 23 d'agost de 2003     | Socorro              | LINEAR                          |
| 183575 -         | 2003 QP72              | 23 d'agost de 2003     | Socorro              | LINEAR                          |
| 183576 -         | 2003 RA5               | 3 de setembre de 2003  | Haleakala            | NEAT                            |
| 183577 -         | 2003 SX11              | 16 de setembre de 2003 | Kitt Peak            | Spacewatch                      |
| 183578 -         | 2003 SD19              | 16 de setembre de 2003 | Kitt Peak            | Spacewatch                      |
| 183579 -         | 2003 SD25              | 17 de setembre de 2003 | Haleakala            | NEAT                            |
| 183580 -         | 2003 SO33              | 16 de setembre de 2003 | Anderson Mesa        | LONEOS                          |
| 183581 -         | 2003 SY84              | 20 de setembre de 2003 | Haleakala            | NEAT                            |
| 183582 -         | 2003 SM127             | 19 de setembre de 2003 | Ondřejov             | P. Kušnirák                     |
| 183583 -         | 2003 SV177             | 19 de setembre de 2003 | Kitt Peak            | Spacewatch                      |
| 183584 -         | 2003 SF182             | 20 de setembre de 2003 | Socorro              | LINEAR                          |
| 183585 -         | 2003 SZ201             | 18 de setembre de 2003 | Goodricke-Pigott     | R. A. Tucker                    |
| 183586 -         | 2003 SF204             | 22 de setembre de 2003 | Kitt Peak            | Spacewatch                      |
| 183587 -         | 2003 SZ246             | 26 de setembre de 2003 | Socorro              | LINEAR                          |
| 183588 -         | 2003 SY257             | 28 de setembre de 2003 | Socorro              | LINEAR                          |
| 183589 -         | 2003 SO284             | 20 de setembre de 2003 | Socorro              | LINEAR                          |
| 183590 -         | 2003 SH294             | 28 de setembre de 2003 | Socorro              | LINEAR                          |
| 183591 -         | 2003 SZ312             | 17 de setembre de 2003 | Palomar              | NEAT                            |
| 183592 -         | 2003 SJ313             | 18 de setembre de 2003 | Haleakala            | NEAT                            |
| 183593 -         | 2003 TG16              | 15 d'octubre de 2003   | Anderson Mesa        | LONEOS                          |
| 183594 -         | 2003 TB53              | 5 d'octubre de 2003    | Kitt Peak            | Spacewatch                      |
| 183595 -         | 2003 TG58              | 3 d'octubre de 2003    | Mauna Kea            | Mauna Kea                       |
| 183596 -         | 2003 UV                | 16 d'octubre de 2003   | Kitt Peak            | Spacewatch                      |
| 183597 -         | 2003 UT14              | 16 d'octubre de 2003   | Kitt Peak            | Spacewatch                      |
| 183598 -         | 2003 UN35              | 16 d'octubre de 2003   | Anderson Mesa        | LONEOS                          |
| 183599 -         | 2003 UY39              | 16 d'octubre de 2003   | Kitt Peak            | Spacewatch                      |
| 183600 -         | 2003 UQ45              | 18 d'octubre de 2003   | Kitt Peak            | Spacewatch                      |
| 183601-183700    |                        |                        |                      |                                 |
| 183601 -         | 2003 UX57              | 16 d'octubre de 2003   | Kitt Peak            | Spacewatch                      |
| 183602 -         | 2003 UQ62              | 16 d'octubre de 2003   | Anderson Mesa        | LONEOS                          |
| 183603 -         | 2003 UO73              | 19 d'octubre de 2003   | Kitt Peak            | Spacewatch                      |
| 183604 -         | 2003 UK93              | 17 d'octubre de 2003   | Kitt Peak            | Spacewatch                      |
| 183605 -         | 2003 UW93              | 18 d'octubre de 2003   | Kitt Peak            | Spacewatch                      |
| 183606 -         | 2003 UP102             | 20 d'octubre de 2003   | Palomar              | NEAT                            |
| 183607 -         | 2003 UW103             | 20 d'octubre de 2003   | Palomar              | NEAT                            |
| 183608 -         | 2003 UV135             | 21 d'octubre de 2003   | Palomar              | NEAT                            |
| 183609 -         | 2003 UV160             | 21 d'octubre de 2003   | Kitt Peak            | Spacewatch                      |
| 183610 -         | 2003 UL161             | 21 d'octubre de 2003   | Anderson Mesa        | LONEOS                          |
| 183611 -         | 2003 UH175             | 21 d'octubre de 2003   | Anderson Mesa        | LONEOS                          |
| 183612 -         | 2003 UG179             | 21 d'octubre de 2003   | Socorro              | LINEAR                          |
| 183613 -         | 2003 UP201             | 21 d'octubre de 2003   | Socorro              | LINEAR                          |
| 183614 -         | 2003 UJ203             | 21 d'octubre de 2003   | Kitt Peak            | Spacewatch                      |
| 183615 -         | 2003 UE204             | 21 d'octubre de 2003   | Kitt Peak            | Spacewatch                      |
| 183616 -         | 2003 UG213             | 23 d'octubre de 2003   | Haleakala            | NEAT                            |
| 183617 -         | 2003 UF218             | 21 d'octubre de 2003   | Socorro              | LINEAR                          |
| 183618 -         | 2003 US221             | 22 d'octubre de 2003   | Kitt Peak            | Spacewatch                      |
| 183619 -         | 2003 UT229             | 23 d'octubre de 2003   | Anderson Mesa        | LONEOS                          |
| 183620 -         | 2003 UQ236             | 23 d'octubre de 2003   | Anderson Mesa        | LONEOS                          |
| 183621 -         | 2003 UJ242             | 24 d'octubre de 2003   | Socorro              | LINEAR                          |
| 183622 -         | 2003 UO245             | 24 d'octubre de 2003   | Socorro              | LINEAR                          |
| 183623 -         | 2003 UE260             | 25 d'octubre de 2003   | Socorro              | LINEAR                          |
| 183624 -         | 2003 UG260             | 25 d'octubre de 2003   | Socorro              | LINEAR                          |
| 183625 -         | 2003 UZ263             | 27 d'octubre de 2003   | Kitt Peak            | Spacewatch                      |
| 183626 -         | 2003 UQ267             | 28 d'octubre de 2003   | Socorro              | LINEAR                          |
| 183627 -         | 2003 UM274             | 30 d'octubre de 2003   | Socorro              | LINEAR                          |
| 183628 -         | 2003 UR307             | 18 d'octubre de 2003   | Anderson Mesa        | LONEOS                          |
| 183629 -         | 2003 UF308             | 19 d'octubre de 2003   | Kitt Peak            | Spacewatch                      |
| 183630 -         | 2003 US356             | 19 d'octubre de 2003   | Kitt Peak            | Spacewatch                      |
| 183631 -         | 2003 UH375             | 22 d'octubre de 2003   | Apache Point         | SDSS                            |
| 183632 -         | 2003 UB383             | 22 d'octubre de 2003   | Apache Point         | SDSS                            |
| 183633 -         | 2003 US402             | 23 d'octubre de 2003   | Apache Point         | SDSS                            |
| 183634 -         | 2003 US403             | 23 d'octubre de 2003   | Apache Point         | SDSS                            |
| 183635 -         | 2003 UF413             | 24 d'octubre de 2003   | Apache Point         | SDSS                            |
| 183636 -         | 2003 VV                | 5 de novembre de 2003  | Socorro              | LINEAR                          |
| 183637 -         | 2003 VW8               | 15 de novembre de 2003 | Kitt Peak            | Spacewatch                      |
| 183638 -         | 2003 WC24              | 19 de novembre de 2003 | Kitt Peak            | Spacewatch                      |
| 183639 -         | 2003 WO24              | 20 de novembre de 2003 | Socorro              | LINEAR                          |
| 183640 -         | 2003 WR35              | 19 de novembre de 2003 | Socorro              | LINEAR                          |
| 183641 -         | 2003 WU45              | 16 de novembre de 2003 | Kitt Peak            | Spacewatch                      |
| 183642 -         | 2003 WA55              | 20 de novembre de 2003 | Socorro              | LINEAR                          |
| 183643 -         | 2003 WF56              | 20 de novembre de 2003 | Socorro              | LINEAR                          |
| 183644 -         | 2003 WX59              | 18 de novembre de 2003 | Kitt Peak            | Spacewatch                      |
| 183645 -         | 2003 WP60              | 18 de novembre de 2003 | Palomar              | NEAT                            |
| 183646 -         | 2003 WR63              | 19 de novembre de 2003 | Kitt Peak            | Spacewatch                      |
| 183647 -         | 2003 WU63              | 19 de novembre de 2003 | Kitt Peak            | Spacewatch                      |
| 183648 -         | 2003 WY66              | 19 de novembre de 2003 | Kitt Peak            | Spacewatch                      |
| 183649 -         | 2003 WX67              | 19 de novembre de 2003 | Kitt Peak            | Spacewatch                      |
| 183650 -         | 2003 WG75              | 18 de novembre de 2003 | Kitt Peak            | Spacewatch                      |
| 183651 -         | 2003 WP89              | 16 de novembre de 2003 | Catalina             | CSS                             |
| 183652 -         | 2003 WL91              | 18 de novembre de 2003 | Kitt Peak            | Spacewatch                      |
| 183653 -         | 2003 WK93              | 19 de novembre de 2003 | Anderson Mesa        | LONEOS                          |
| 183654 -         | 2003 WL94              | 19 de novembre de 2003 | Anderson Mesa        | LONEOS                          |
| 183655 -         | 2003 WO102             | 21 de novembre de 2003 | Socorro              | LINEAR                          |
| 183656 -         | 2003 WX108             | 20 de novembre de 2003 | Socorro              | LINEAR                          |
| 183657 -         | 2003 WX115             | 20 de novembre de 2003 | Socorro              | LINEAR                          |
| 183658 -         | 2003 WN117             | 20 de novembre de 2003 | Socorro              | LINEAR                          |
| 183659 -         | 2003 WA120             | 20 de novembre de 2003 | Socorro              | LINEAR                          |
| 183660 -         | 2003 WL120             | 20 de novembre de 2003 | Socorro              | LINEAR                          |
| 183661 -         | 2003 WG123             | 20 de novembre de 2003 | Socorro              | LINEAR                          |
| 183662 -         | 2003 WN126             | 20 de novembre de 2003 | Socorro              | LINEAR                          |
| 183663 -         | 2003 WR130             | 21 de novembre de 2003 | Socorro              | LINEAR                          |
| 183664 -         | 2003 WC131             | 21 de novembre de 2003 | Kitt Peak            | Spacewatch                      |
| 183665 -         | 2003 WR131             | 21 de novembre de 2003 | Palomar              | NEAT                            |
| 183666 -         | 2003 WL133             | 21 de novembre de 2003 | Socorro              | LINEAR                          |
| 183667 -         | 2003 WQ133             | 21 de novembre de 2003 | Socorro              | LINEAR                          |
| 183668 -         | 2003 WM134             | 21 de novembre de 2003 | Socorro              | LINEAR                          |
| 183669 -         | 2003 WX135             | 21 de novembre de 2003 | Socorro              | LINEAR                          |
| 183670 -         | 2003 WG138             | 21 de novembre de 2003 | Socorro              | LINEAR                          |
| 183671 -         | 2003 WO145             | 21 de novembre de 2003 | Socorro              | LINEAR                          |
| 183672 -         | 2003 WN150             | 24 de novembre de 2003 | Anderson Mesa        | LONEOS                          |
| 183673 -         | 2003 WO192             | 21 de novembre de 2003 | Socorro              | LINEAR                          |
| 183674 -         | 2003 XG3               | 1 de desembre de 2003  | Socorro              | LINEAR                          |
| 183675 -         | 2003 XU14              | 13 de desembre de 2003 | Socorro              | LINEAR                          |
| 183676 -         | 2003 XB17              | 14 de desembre de 2003 | Palomar              | NEAT                            |
| 183677 -         | 2003 XJ27              | 1 de desembre de 2003  | Socorro              | LINEAR                          |
| 183678 -         | 2003 XV31              | 1 de desembre de 2003  | Kitt Peak            | Spacewatch                      |
| 183679 -         | 2003 XJ37              | 3 de desembre de 2003  | Socorro              | LINEAR                          |
| 183680 -         | 2003 XR40              | 14 de desembre de 2003 | Kitt Peak            | Spacewatch                      |
| 183681 -         | 2003 YO                | 16 de desembre de 2003 | Anderson Mesa        | LONEOS                          |
| 183682 -         | 2003 YH2               | 18 de desembre de 2003 | Socorro              | LINEAR                          |
| 183683 -         | 2003 YW6               | 17 de desembre de 2003 | Socorro              | LINEAR                          |
| 183684 -         | 2003 YE9               | 16 de desembre de 2003 | Kitt Peak            | Spacewatch                      |
| 183685 -         | 2003 YT11              | 17 de desembre de 2003 | Socorro              | LINEAR                          |
| 183686 -         | 2003 YX13              | 17 de desembre de 2003 | Catalina             | CSS                             |
| 183687 -         | 2003 YX14              | 17 de desembre de 2003 | Socorro              | LINEAR                          |
| 183688 -         | 2003 YU16              | 17 de desembre de 2003 | Kitt Peak            | Spacewatch                      |
| 183689 -         | 2003 YV17              | 16 de desembre de 2003 | Catalina             | CSS                             |
| 183690 -         | 2003 YQ22              | 18 de desembre de 2003 | Socorro              | LINEAR                          |
| 183691 -         | 2003 YZ24              | 18 de desembre de 2003 | Socorro              | LINEAR                          |
| 183692 -         | 2003 YP25              | 18 de desembre de 2003 | Socorro              | LINEAR                          |
| 183693 -         | 2003 YX28              | 17 de desembre de 2003 | Kitt Peak            | Spacewatch                      |
| 183694 -         | 2003 YQ29              | 17 de desembre de 2003 | Kitt Peak            | Spacewatch                      |
| 183695 -         | 2003 YF31              | 18 de desembre de 2003 | Socorro              | LINEAR                          |
| 183696 -         | 2003 YO31              | 18 de desembre de 2003 | Socorro              | LINEAR                          |
| 183697 -         | 2003 YA32              | 18 de desembre de 2003 | Kitt Peak            | Spacewatch                      |
| 183698 -         | 2003 YM32              | 18 de desembre de 2003 | Haleakala            | NEAT                            |
| 183699 -         | 2003 YO32              | 18 de desembre de 2003 | Haleakala            | NEAT                            |
| 183700 -         | 2003 YK36              | 18 de desembre de 2003 | Socorro              | LINEAR                          |
| 183701-183800    |                        |                        |                      |                                 |
| 183701 -         | 2003 YO36              | 21 de desembre de 2003 | Socorro              | LINEAR                          |
| 183702 -         | 2003 YX36              | 17 de desembre de 2003 | Kitt Peak            | Spacewatch                      |
| 183703 -         | 2003 YS39              | 19 de desembre de 2003 | Kitt Peak            | Spacewatch                      |
| 183704 -         | 2003 YB45              | 20 de desembre de 2003 | Socorro              | LINEAR                          |
| 183705 -         | 2003 YR50              | 18 de desembre de 2003 | Socorro              | LINEAR                          |
| 183706 -         | 2003 YD51              | 18 de desembre de 2003 | Socorro              | LINEAR                          |
| 183707 -         | 2003 YJ51              | 18 de desembre de 2003 | Socorro              | LINEAR                          |
| 183708 -         | 2003 YF52              | 18 de desembre de 2003 | Socorro              | LINEAR                          |
| 183709 -         | 2003 YN56              | 19 de desembre de 2003 | Socorro              | LINEAR                          |
| 183710 -         | 2003 YR57              | 19 de desembre de 2003 | Socorro              | LINEAR                          |
| 183711 -         | 2003 YG58              | 19 de desembre de 2003 | Socorro              | LINEAR                          |
| 183712 -         | 2003 YY61              | 19 de desembre de 2003 | Socorro              | LINEAR                          |
| 183713 -         | 2003 YD64              | 19 de desembre de 2003 | Socorro              | LINEAR                          |
| 183714 -         | 2003 YO70              | 19 de desembre de 2003 | Socorro              | LINEAR                          |
| 183715 -         | 2003 YG71              | 18 de desembre de 2003 | Socorro              | LINEAR                          |
| 183716 -         | 2003 YA73              | 18 de desembre de 2003 | Socorro              | LINEAR                          |
| 183717 -         | 2003 YH74              | 18 de desembre de 2003 | Socorro              | LINEAR                          |
| 183718 -         | 2003 YJ75              | 18 de desembre de 2003 | Socorro              | LINEAR                          |
| 183719 -         | 2003 YP75              | 18 de desembre de 2003 | Socorro              | LINEAR                          |
| 183720 -         | 2003 YP82              | 18 de desembre de 2003 | Kitt Peak            | Spacewatch                      |
| 183721 -         | 2003 YN84              | 19 de desembre de 2003 | Socorro              | LINEAR                          |
| 183722 -         | 2003 YR84              | 19 de desembre de 2003 | Kitt Peak            | Spacewatch                      |
| 183723 -         | 2003 YN85              | 19 de desembre de 2003 | Socorro              | LINEAR                          |
| 183724 -         | 2003 YY85              | 19 de desembre de 2003 | Socorro              | LINEAR                          |
| 183725 -         | 2003 YT89              | 19 de desembre de 2003 | Kitt Peak            | Spacewatch                      |
| 183726 -         | 2003 YB95              | 19 de desembre de 2003 | Socorro              | LINEAR                          |
| 183727 -         | 2003 YC97              | 19 de desembre de 2003 | Socorro              | LINEAR                          |
| 183728 -         | 2003 YK99              | 19 de desembre de 2003 | Socorro              | LINEAR                          |
| 183729 -         | 2003 YM99              | 19 de desembre de 2003 | Socorro              | LINEAR                          |
| 183730 -         | 2003 YF100             | 19 de desembre de 2003 | Socorro              | LINEAR                          |
| 183731 -         | 2003 YJ101             | 19 de desembre de 2003 | Socorro              | LINEAR                          |
| 183732 -         | 2003 YC103             | 19 de desembre de 2003 | Socorro              | LINEAR                          |
| 183733 -         | 2003 YO103             | 21 de desembre de 2003 | Kitt Peak            | Spacewatch                      |
| 183734 -         | 2003 YT106             | 22 de desembre de 2003 | Palomar              | NEAT                            |
| 183735 -         | 2003 YY109             | 23 de desembre de 2003 | Socorro              | LINEAR                          |
| 183736 -         | 2003 YT112             | 23 de desembre de 2003 | Socorro              | LINEAR                          |
| 183737 -         | 2003 YD113             | 23 de desembre de 2003 | Socorro              | LINEAR                          |
| 183738 -         | 2003 YH113             | 23 de desembre de 2003 | Socorro              | LINEAR                          |
| 183739 -         | 2003 YF117             | 27 de desembre de 2003 | Socorro              | LINEAR                          |
| 183740 -         | 2003 YL119             | 27 de desembre de 2003 | Socorro              | LINEAR                          |
| 183741 -         | 2003 YW119             | 27 de desembre de 2003 | Socorro              | LINEAR                          |
| 183742 -         | 2003 YD120             | 27 de desembre de 2003 | Socorro              | LINEAR                          |
| 183743 -         | 2003 YJ120             | 27 de desembre de 2003 | Socorro              | LINEAR                          |
| 183744 -         | 2003 YP134             | 28 de desembre de 2003 | Socorro              | LINEAR                          |
| 183745 -         | 2003 YT134             | 28 de desembre de 2003 | Socorro              | LINEAR                          |
| 183746 -         | 2003 YB138             | 27 de desembre de 2003 | Socorro              | LINEAR                          |
| 183747 -         | 2003 YK144             | 28 de desembre de 2003 | Socorro              | LINEAR                          |
| 183748 -         | 2003 YX152             | 29 de desembre de 2003 | Catalina             | CSS                             |
| 183749 -         | 2003 YM157             | 16 de desembre de 2003 | Kitt Peak            | Spacewatch                      |
| 183750 -         | 2003 YD164             | 17 de desembre de 2003 | Kitt Peak            | Spacewatch                      |
| 183751 -         | 2003 YR169             | 18 de desembre de 2003 | Socorro              | LINEAR                          |
| 183752 -         | 2003 YB176             | 29 de desembre de 2003 | Socorro              | LINEAR                          |
| 183753 -         | 2004 AO1               | 12 de gener de 2004    | Palomar              | NEAT                            |
| 183754 -         | 2004 AQ1               | 12 de gener de 2004    | Palomar              | NEAT                            |
| 183755 -         | 2004 AR3               | 13 de gener de 2004    | Anderson Mesa        | LONEOS                          |
| 183756 -         | 2004 AK5               | 13 de gener de 2004    | Anderson Mesa        | LONEOS                          |
| 183757 -         | 2004 AC6               | 13 de gener de 2004    | Palomar              | NEAT                            |
| 183758 -         | 2004 AQ8               | 14 de gener de 2004    | Palomar              | NEAT                            |
| 183759 -         | 2004 AY9               | 15 de gener de 2004    | Kitt Peak            | Spacewatch                      |
| 183760 -         | 2004 AD10              | 15 de gener de 2004    | Kitt Peak            | Spacewatch                      |
| 183761 -         | 2004 AZ13              | 13 de gener de 2004    | Kitt Peak            | Spacewatch                      |
| 183762 -         | 2004 AG18              | 15 de gener de 2004    | Kitt Peak            | Spacewatch                      |
| 183763 -         | 2004 AL25              | 12 de gener de 2004    | Palomar              | NEAT                            |
| 183764 -         | 2004 BQ1               | 16 de gener de 2004    | Kitt Peak            | Spacewatch                      |
| 183765 -         | 2004 BJ3               | 16 de gener de 2004    | Palomar              | NEAT                            |
| 183766 -         | 2004 BR3               | 16 de gener de 2004    | Palomar              | NEAT                            |
| 183767 -         | 2004 BD4               | 16 de gener de 2004    | Palomar              | NEAT                            |
| 183768 -         | 2004 BW4               | 16 de gener de 2004    | Palomar              | NEAT                            |
| 183769 -         | 2004 BF5               | 16 de gener de 2004    | Palomar              | NEAT                            |
| 183770 -         | 2004 BR9               | 16 de gener de 2004    | Palomar              | NEAT                            |
| 183771 -         | 2004 BJ12              | 16 de gener de 2004    | Palomar              | NEAT                            |
| 183772 -         | 2004 BC14              | 17 de gener de 2004    | Palomar              | NEAT                            |
| 183773 -         | 2004 BJ18              | 18 de gener de 2004    | Kitt Peak            | Spacewatch                      |
| 183774 -         | 2004 BX18              | 18 de gener de 2004    | Goodricke-Pigott     | R. A. Tucker                    |
| 183775 -         | 2004 BE19              | 17 de gener de 2004    | Palomar              | NEAT                            |
| 183776 -         | 2004 BH19              | 17 de gener de 2004    | Palomar              | NEAT                            |
| 183777 -         | 2004 BJ19              | 17 de gener de 2004    | Palomar              | NEAT                            |
| 183778 -         | 2004 BO19              | 17 de gener de 2004    | Palomar              | NEAT                            |
| 183779 -         | 2004 BO20              | 16 de gener de 2004    | Catalina             | CSS                             |
| 183780 -         | 2004 BA22              | 19 de gener de 2004    | Socorro              | LINEAR                          |
| 183781 -         | 2004 BH22              | 17 de gener de 2004    | Palomar              | NEAT                            |
| 183782 -         | 2004 BG23              | 18 de gener de 2004    | Palomar              | NEAT                            |
| 183783 -         | 2004 BE27              | 21 de gener de 2004    | Socorro              | LINEAR                          |
| 183784 -         | 2004 BA29              | 18 de gener de 2004    | Palomar              | NEAT                            |
| 183785 -         | 2004 BG29              | 18 de gener de 2004    | Palomar              | NEAT                            |
| 183786 -         | 2004 BJ30              | 18 de gener de 2004    | Palomar              | NEAT                            |
| 183787 -         | 2004 BP30              | 18 de gener de 2004    | Palomar              | NEAT                            |
| 183788 -         | 2004 BJ32              | 19 de gener de 2004    | Kitt Peak            | Spacewatch                      |
| 183789 -         | 2004 BT33              | 19 de gener de 2004    | Kitt Peak            | Spacewatch                      |
| 183790 -         | 2004 BJ34              | 19 de gener de 2004    | Catalina             | CSS                             |
| 183791 -         | 2004 BU37              | 19 de gener de 2004    | Catalina             | CSS                             |
| 183792 -         | 2004 BY37              | 19 de gener de 2004    | Catalina             | CSS                             |
| 183793 -         | 2004 BZ37              | 19 de gener de 2004    | Catalina             | CSS                             |
| 183794 -         | 2004 BB38              | 19 de gener de 2004    | Catalina             | CSS                             |
| 183795 -         | 2004 BG38              | 19 de gener de 2004    | Catalina             | CSS                             |
| 183796 -         | 2004 BP38              | 20 de gener de 2004    | Socorro              | LINEAR                          |
| 183797 -         | 2004 BY38              | 20 de gener de 2004    | Socorro              | LINEAR                          |
| 183798 -         | 2004 BH40              | 21 de gener de 2004    | Socorro              | LINEAR                          |
| 183799 -         | 2004 BJ40              | 21 de gener de 2004    | Socorro              | LINEAR                          |
| 183800 -         | 2004 BM40              | 21 de gener de 2004    | Socorro              | LINEAR                          |
| 183801-183900    |                        |                        |                      |                                 |
| 183801 -         | 2004 BS40              | 21 de gener de 2004    | Socorro              | LINEAR                          |
| 183802 -         | 2004 BD41              | 21 de gener de 2004    | Socorro              | LINEAR                          |
| 183803 -         | 2004 BX42              | 22 de gener de 2004    | Palomar              | NEAT                            |
| 183804 -         | 2004 BO43              | 22 de gener de 2004    | Socorro              | LINEAR                          |
| 183805 -         | 2004 BR44              | 22 de gener de 2004    | Socorro              | LINEAR                          |
| 183806 -         | 2004 BT48              | 21 de gener de 2004    | Socorro              | LINEAR                          |
| 183807 -         | 2004 BE49              | 21 de gener de 2004    | Socorro              | LINEAR                          |
| 183808 -         | 2004 BC52              | 21 de gener de 2004    | Socorro              | LINEAR                          |
| 183809 -         | 2004 BH53              | 22 de gener de 2004    | Socorro              | LINEAR                          |
| 183810 -         | 2004 BQ60              | 21 de gener de 2004    | Socorro              | LINEAR                          |
| 183811 -         | 2004 BJ62              | 22 de gener de 2004    | Socorro              | LINEAR                          |
| 183812 -         | 2004 BK63              | 22 de gener de 2004    | Socorro              | LINEAR                          |
| 183813 -         | 2004 BO63              | 22 de gener de 2004    | Socorro              | LINEAR                          |
| 183814 -         | 2004 BR64              | 22 de gener de 2004    | Socorro              | LINEAR                          |
| 183815 -         | 2004 BH70              | 22 de gener de 2004    | Socorro              | LINEAR                          |
| 183816 -         | 2004 BT70              | 22 de gener de 2004    | Socorro              | LINEAR                          |
| 183817 -         | 2004 BG71              | 22 de gener de 2004    | Socorro              | LINEAR                          |
| 183818 -         | 2004 BN76              | 24 de gener de 2004    | Socorro              | LINEAR                          |
| 183819 -         | 2004 BF77              | 22 de gener de 2004    | Socorro              | LINEAR                          |
| 183820 -         | 2004 BH77              | 22 de gener de 2004    | Socorro              | LINEAR                          |
| 183821 -         | 2004 BV77              | 22 de gener de 2004    | Socorro              | LINEAR                          |
| 183822 -         | 2004 BE79              | 22 de gener de 2004    | Socorro              | LINEAR                          |
| 183823 -         | 2004 BV81              | 26 de gener de 2004    | Anderson Mesa        | LONEOS                          |
| 183824 -         | 2004 BC83              | 28 de gener de 2004    | Kitt Peak            | Spacewatch                      |
| 183825 -         | 2004 BZ87              | 23 de gener de 2004    | Socorro              | LINEAR                          |
| 183826 -         | 2004 BF92              | 26 de gener de 2004    | Anderson Mesa        | LONEOS                          |
| 183827 -         | 2004 BO94              | 28 de gener de 2004    | Socorro              | LINEAR                          |
| 183828 -         | 2004 BV95              | 22 de gener de 2004    | Socorro              | LINEAR                          |
| 183829 -         | 2004 BD96              | 24 de gener de 2004    | Socorro              | LINEAR                          |
| 183830 -         | 2004 BS96              | 24 de gener de 2004    | Socorro              | LINEAR                          |
| 183831 -         | 2004 BE97              | 24 de gener de 2004    | Socorro              | LINEAR                          |
| 183832 -         | 2004 BZ98              | 27 de gener de 2004    | Kitt Peak            | Spacewatch                      |
| 183833 -         | 2004 BD103             | 29 de gener de 2004    | Socorro              | LINEAR                          |
| 183834 -         | 2004 BM104             | 23 de gener de 2004    | Socorro              | LINEAR                          |
| 183835 -         | 2004 BG105             | 24 de gener de 2004    | Socorro              | LINEAR                          |
| 183836 -         | 2004 BH105             | 24 de gener de 2004    | Socorro              | LINEAR                          |
| 183837 -         | 2004 BU108             | 28 de gener de 2004    | Catalina             | CSS                             |
| 183838 -         | 2004 BD109             | 28 de gener de 2004    | Kitt Peak            | Spacewatch                      |
| 183839 -         | 2004 BQ109             | 28 de gener de 2004    | Kitt Peak            | Spacewatch                      |
| 183840 -         | 2004 BP110             | 28 de gener de 2004    | Catalina             | CSS                             |
| 183841 -         | 2004 BR110             | 28 de gener de 2004    | Catalina             | CSS                             |
| 183842 -         | 2004 BS110             | 28 de gener de 2004    | Catalina             | CSS                             |
| 183843 -         | 2004 BW112             | 27 de gener de 2004    | Kitt Peak            | Spacewatch                      |
| 183844 -         | 2004 BD113             | 27 de gener de 2004    | Socorro              | LINEAR                          |
| 183845 -         | 2004 BQ114             | 29 de gener de 2004    | Anderson Mesa        | LONEOS                          |
| 183846 -         | 2004 BZ122             | 22 de gener de 2004    | Mauna Kea            | L. Allen                        |
| 183847 -         | 2004 BF124             | 18 de gener de 2004    | Palomar              | NEAT                            |
| 183848 -         | 2004 BN130             | 16 de gener de 2004    | Kitt Peak            | Spacewatch                      |
| 183849 -         | 2004 BO134             | 18 de gener de 2004    | Catalina             | CSS                             |
| 183850 -         | 2004 BA147             | 22 de gener de 2004    | Socorro              | LINEAR                          |
| 183851 -         | 2004 BA163             | 16 de gener de 2004    | Palomar              | NEAT                            |
| 183852 -         | 2004 BB163             | 27 de gener de 2004    | Catalina             | CSS                             |
| 183853 -         | 2004 CC2               | 12 de febrer de 2004   | Goodricke-Pigott     | Goodricke-Pigott                |
| 183854 -         | 2004 CG2               | 12 de febrer de 2004   | Desert Eagle         | W. K. Y. Yeung                  |
| 183855 -         | 2004 CN3               | 10 de febrer de 2004   | Palomar              | NEAT                            |
| 183856 -         | 2004 CS5               | 10 de febrer de 2004   | Catalina             | CSS                             |
| 183857 -         | 2004 CG6               | 10 de febrer de 2004   | Palomar              | NEAT                            |
| 183858 -         | 2004 CR7               | 10 de febrer de 2004   | Catalina             | CSS                             |
| 183859 -         | 2004 CM10              | 11 de febrer de 2004   | Anderson Mesa        | LONEOS                          |
| 183860 -         | 2004 CW12              | 11 de febrer de 2004   | Palomar              | NEAT                            |
| 183861 -         | 2004 CG13              | 11 de febrer de 2004   | Palomar              | NEAT                            |
| 183862 -         | 2004 CB14              | 11 de febrer de 2004   | Anderson Mesa        | LONEOS                          |
| 183863 -         | 2004 CE14              | 11 de febrer de 2004   | Anderson Mesa        | LONEOS                          |
| 183864 -         | 2004 CN15              | 11 de febrer de 2004   | Kitt Peak            | Spacewatch                      |
| 183865 -         | 2004 CN16              | 11 de febrer de 2004   | Kitt Peak            | Spacewatch                      |
| 183866 -         | 2004 CP17              | 12 de febrer de 2004   | Kitt Peak            | Spacewatch                      |
| 183867 -         | 2004 CP21              | 11 de febrer de 2004   | Anderson Mesa        | LONEOS                          |
| 183868 -         | 2004 CL35              | 11 de febrer de 2004   | Kitt Peak            | Spacewatch                      |
| 183869 -         | 2004 CP35              | 11 de febrer de 2004   | Catalina             | CSS                             |
| 183870 -         | 2004 CQ36              | 12 de febrer de 2004   | Kitt Peak            | Spacewatch                      |
| 183871 -         | 2004 CO40              | 12 de febrer de 2004   | Kitt Peak            | Spacewatch                      |
| 183872 -         | 2004 CT40              | 12 de febrer de 2004   | Kitt Peak            | Spacewatch                      |
| 183873 -         | 2004 CN42              | 11 de febrer de 2004   | Kitt Peak            | Spacewatch                      |
| 183874 -         | 2004 CR43              | 12 de febrer de 2004   | Kitt Peak            | Spacewatch                      |
| 183875 -         | 2004 CK50              | 13 de febrer de 2004   | Kitt Peak            | Spacewatch                      |
| 183876 -         | 2004 CU50              | 15 de febrer de 2004   | RAS                  | RAS                             |
| 183877 -         | 2004 CH51              | 13 de febrer de 2004   | Palomar              | NEAT                            |
| 183878 -         | 2004 CS53              | 11 de febrer de 2004   | Kitt Peak            | Spacewatch                      |
| 183879 -         | 2004 CM54              | 11 de febrer de 2004   | Catalina             | CSS                             |
| 183880 -         | 2004 CC57              | 11 de febrer de 2004   | Palomar              | NEAT                            |
| 183881 -         | 2004 CV57              | 14 de febrer de 2004   | Socorro              | LINEAR                          |
| 183882 -         | 2004 CV59              | 10 de febrer de 2004   | Palomar              | NEAT                            |
| 183883 -         | 2004 CK62              | 11 de febrer de 2004   | Palomar              | NEAT                            |
| 183884 -         | 2004 CW66              | 15 de febrer de 2004   | Socorro              | LINEAR                          |
| 183885 -         | 2004 CW69              | 11 de febrer de 2004   | Palomar              | NEAT                            |
| 183886 -         | 2004 CX69              | 11 de febrer de 2004   | Palomar              | NEAT                            |
| 183887 -         | 2004 CQ71              | 13 de febrer de 2004   | Palomar              | NEAT                            |
| 183888 -         | 2004 CW71              | 13 de febrer de 2004   | Palomar              | NEAT                            |
| 183889 -         | 2004 CY72              | 13 de febrer de 2004   | Kitt Peak            | Spacewatch                      |
| 183890 -         | 2004 CT74              | 11 de febrer de 2004   | Kitt Peak            | Spacewatch                      |
| 183891 -         | 2004 CG76              | 11 de febrer de 2004   | Palomar              | NEAT                            |
| 183892 -         | 2004 CO76              | 11 de febrer de 2004   | Kitt Peak            | Spacewatch                      |
| 183893 -         | 2004 CP76              | 11 de febrer de 2004   | Palomar              | NEAT                            |
| 183894 -         | 2004 CV76              | 11 de febrer de 2004   | Palomar              | NEAT                            |
| 183895 -         | 2004 CZ77              | 11 de febrer de 2004   | Palomar              | NEAT                            |
| 183896 -         | 2004 CD79              | 11 de febrer de 2004   | Palomar              | NEAT                            |
| 183897 -         | 2004 CS79              | 11 de febrer de 2004   | Palomar              | NEAT                            |
| 183898 -         | 2004 CU81              | 12 de febrer de 2004   | Kitt Peak            | Spacewatch                      |
| 183899 -         | 2004 CW81              | 12 de febrer de 2004   | Kitt Peak            | Spacewatch                      |
| 183900 -         | 2004 CU82              | 12 de febrer de 2004   | Kitt Peak            | Spacewatch                      |
| 183901-184000    |                        |                        |                      |                                 |
| 183901 -         | 2004 CP83              | 12 de febrer de 2004   | Kitt Peak            | Spacewatch                      |
| 183902 -         | 2004 CW89              | 11 de febrer de 2004   | Palomar              | NEAT                            |
| 183903 -         | 2004 CX89              | 11 de febrer de 2004   | Palomar              | NEAT                            |
| 183904 -         | 2004 CP90              | 12 de febrer de 2004   | Palomar              | NEAT                            |
| 183905 -         | 2004 CC91              | 12 de febrer de 2004   | Kitt Peak            | Spacewatch                      |
| 183906 -         | 2004 CP91              | 13 de febrer de 2004   | Desert Eagle         | W. K. Y. Yeung                  |
| 183907 -         | 2004 CO93              | 11 de febrer de 2004   | Palomar              | NEAT                            |
| 183908 -         | 2004 CN94              | 12 de febrer de 2004   | Kitt Peak            | Spacewatch                      |
| 183909 -         | 2004 CW96              | 12 de febrer de 2004   | Palomar              | NEAT                            |
| 183910 -         | 2004 CY99              | 15 de febrer de 2004   | Catalina             | CSS                             |
| 183911 -         | 2004 CB100             | 15 de febrer de 2004   | Catalina             | CSS                             |
| 183912 -         | 2004 CS100             | 15 de febrer de 2004   | Catalina             | CSS                             |
| 183913 -         | 2004 CT100             | 15 de febrer de 2004   | Catalina             | CSS                             |
| 183914 -         | 2004 CC101             | 15 de febrer de 2004   | Catalina             | CSS                             |
| 183915 -         | 2004 CO103             | 12 de febrer de 2004   | Palomar              | NEAT                            |
| 183916 -         | 2004 CP103             | 12 de febrer de 2004   | Palomar              | NEAT                            |
| 183917 -         | 2004 CF105             | 13 de febrer de 2004   | Kitt Peak            | Spacewatch                      |
| 183918 -         | 2004 CO107             | 14 de febrer de 2004   | Kitt Peak            | Spacewatch                      |
| 183919 -         | 2004 CX107             | 14 de febrer de 2004   | Kitt Peak            | Spacewatch                      |
| 183920 -         | 2004 CM109             | 11 de febrer de 2004   | Socorro              | LINEAR                          |
| 183921 -         | 2004 CA110             | 14 de febrer de 2004   | Palomar              | NEAT                            |
| 183922 -         | 2004 CQ112             | 13 de febrer de 2004   | Anderson Mesa        | LONEOS                          |
| 183923 -         | 2004 CS118             | 11 de febrer de 2004   | Palomar              | NEAT                            |
| 183924 -         | 2004 CM122             | 12 de febrer de 2004   | Kitt Peak            | Spacewatch                      |
| 183925 -         | 2004 CG123             | 12 de febrer de 2004   | Kitt Peak            | Spacewatch                      |
| 183926 -         | 2004 CJ127             | 13 de febrer de 2004   | Kitt Peak            | Spacewatch                      |
| 183927 -         | 2004 DP                | 16 de febrer de 2004   | Kitt Peak            | Spacewatch                      |
| 183928 -         | 2004 DY1               | 17 de febrer de 2004   | Kitt Peak            | Spacewatch                      |
| 183929 -         | 2004 DL2               | 16 de febrer de 2004   | Kitt Peak            | Spacewatch                      |
| 183930 -         | 2004 DQ4               | 16 de febrer de 2004   | Kitt Peak            | Spacewatch                      |
| 183931 -         | 2004 DR6               | 16 de febrer de 2004   | Kitt Peak            | Spacewatch                      |
| 183932 -         | 2004 DT6               | 16 de febrer de 2004   | Kitt Peak            | Spacewatch                      |
| 183933 -         | 2004 DF9               | 17 de febrer de 2004   | Socorro              | LINEAR                          |
| 183934 -         | 2004 DK11              | 16 de febrer de 2004   | Kitt Peak            | Spacewatch                      |
| 183935 -         | 2004 DW19              | 17 de febrer de 2004   | Socorro              | LINEAR                          |
| 183936 -         | 2004 DA22              | 17 de febrer de 2004   | Catalina             | CSS                             |
| 183937 -         | 2004 DG22              | 17 de febrer de 2004   | Catalina             | CSS                             |
| 183938 -         | 2004 DO25              | 16 de febrer de 2004   | Socorro              | LINEAR                          |
| 183939 -         | 2004 DO27              | 16 de febrer de 2004   | Catalina             | CSS                             |
| 183940 -         | 2004 DB29              | 17 de febrer de 2004   | Kitt Peak            | Spacewatch                      |
| 183941 -         | 2004 DX29              | 17 de febrer de 2004   | Socorro              | LINEAR                          |
| 183942 -         | 2004 DO31              | 17 de febrer de 2004   | Socorro              | LINEAR                          |
| 183943 -         | 2004 DN32              | 18 de febrer de 2004   | Kitt Peak            | Spacewatch                      |
| 183944 -         | 2004 DS34              | 19 de febrer de 2004   | Socorro              | LINEAR                          |
| 183945 -         | 2004 DW34              | 19 de febrer de 2004   | Socorro              | LINEAR                          |
| 183946 -         | 2004 DG35              | 19 de febrer de 2004   | Socorro              | LINEAR                          |
| 183947 -         | 2004 DD36              | 19 de febrer de 2004   | Socorro              | LINEAR                          |
| 183948 -         | 2004 DB40              | 17 de febrer de 2004   | Kitt Peak            | Spacewatch                      |
| 183949 -         | 2004 DH40              | 18 de febrer de 2004   | Socorro              | LINEAR                          |
| 183950 -         | 2004 DO40              | 22 de febrer de 2004   | Kitt Peak            | Spacewatch                      |
| 183951 -         | 2004 DF43              | 23 de febrer de 2004   | Socorro              | LINEAR                          |
| 183952 -         | 2004 DL44              | 25 de febrer de 2004   | Nogales              | Tenagra II                      |
| 183953 -         | 2004 DA47              | 19 de febrer de 2004   | Socorro              | LINEAR                          |
| 183954 -         | 2004 DS47              | 19 de febrer de 2004   | Socorro              | LINEAR                          |
| 183955 -         | 2004 DG50              | 22 de febrer de 2004   | Kitt Peak            | Spacewatch                      |
| 183956 -         | 2004 DC52              | 24 de febrer de 2004   | Haleakala            | NEAT                            |
| 183957 -         | 2004 DK54              | 22 de febrer de 2004   | Kitt Peak            | Spacewatch                      |
| 183958 -         | 2004 DG56              | 22 de febrer de 2004   | Kitt Peak            | Spacewatch                      |
| 183959 -         | 2004 DT59              | 25 de febrer de 2004   | Socorro              | LINEAR                          |
| 183960 -         | 2004 DL60              | 26 de febrer de 2004   | Socorro              | LINEAR                          |
| 183961 -         | 2004 DM61              | 26 de febrer de 2004   | Socorro              | LINEAR                          |
| 183962 -         | 2004 DM62              | 17 de febrer de 2004   | Socorro              | LINEAR                          |
| 183963 -         | 2004 DJ64              | 26 de febrer de 2004   | Kitt Peak            | M. W. Buie                      |
| 183964 -         | 2004 DJ71              | 26 de febrer de 2004   | Kitt Peak            | M. W. Buie                      |
| 183965 -         | 2004 DD77              | 18 de febrer de 2004   | Socorro              | LINEAR                          |
| 183966 -         | 2004 ER1               | 11 de març de 2004     | Palomar              | NEAT                            |
| 183967 -         | 2004 EQ4               | 11 de març de 2004     | Palomar              | NEAT                            |
| 183968 -         | 2004 EW6               | 12 de març de 2004     | Palomar              | NEAT                            |
| 183969 -         | 2004 ES7               | 12 de març de 2004     | Palomar              | NEAT                            |
| 183970 -         | 2004 EC8               | 13 de març de 2004     | Palomar              | NEAT                            |
| 183971 -         | 2004 EG8               | 13 de març de 2004     | Palomar              | NEAT                            |
| 183972 -         | 2004 EA11              | 15 de març de 2004     | Desert Eagle         | W. K. Y. Yeung                  |
| 183973 -         | 2004 EH11              | 10 de març de 2004     | Palomar              | NEAT                            |
| 183974 -         | 2004 EM15              | 11 de març de 2004     | Palomar              | NEAT                            |
| 183975 -         | 2004 EX15              | 12 de març de 2004     | Palomar              | NEAT                            |
| 183976 -         | 2004 ER19              | 14 de març de 2004     | Kitt Peak            | Spacewatch                      |
| 183977 -         | 2004 EP28              | 15 de març de 2004     | Kitt Peak            | Spacewatch                      |
| 183978 -         | 2004 EU28              | 15 de març de 2004     | Kitt Peak            | Spacewatch                      |
| 183979 -         | 2004 EJ31              | 14 de març de 2004     | Palomar              | NEAT                            |
| 183980 -         | 2004 ED36              | 13 de març de 2004     | Palomar              | NEAT                            |
| 183981 -         | 2004 EJ37              | 13 de març de 2004     | Palomar              | NEAT                            |
| 183982 -         | 2004 EH43              | 15 de març de 2004     | Kitt Peak            | Spacewatch                      |
| 183983 -         | 2004 EH44              | 14 de març de 2004     | Kitt Peak            | Spacewatch                      |
| 183984 -         | 2004 EQ45              | 15 de març de 2004     | Kitt Peak            | Spacewatch                      |
| 183985 -         | 2004 EK46              | 15 de març de 2004     | Socorro              | LINEAR                          |
| 183986 -         | 2004 EH48              | 15 de març de 2004     | Socorro              | LINEAR                          |
| 183987 -         | 2004 EU51              | 15 de març de 2004     | Socorro              | LINEAR                          |
| 183988 -         | 2004 EL52              | 15 de març de 2004     | Socorro              | LINEAR                          |
| 183989 -         | 2004 EF53              | 15 de març de 2004     | Socorro              | LINEAR                          |
| 183990 -         | 2004 EM53              | 15 de març de 2004     | Socorro              | LINEAR                          |
| 183991 -         | 2004 EJ54              | 12 de març de 2004     | Palomar              | NEAT                            |
| 183992 -         | 2004 EX58              | 15 de març de 2004     | Palomar              | NEAT                            |
| 183993 -         | 2004 EV60              | 12 de març de 2004     | Palomar              | NEAT                            |
| 183994 -         | 2004 EF63              | 13 de març de 2004     | Palomar              | NEAT                            |
| 183995 -         | 2004 EU63              | 13 de març de 2004     | Palomar              | NEAT                            |
| 183996 -         | 2004 EU71              | 15 de març de 2004     | Kitt Peak            | Spacewatch                      |
| 183997 -         | 2004 EE72              | 15 de març de 2004     | Socorro              | LINEAR                          |
| 183998 -         | 2004 EQ74              | 13 de març de 2004     | Palomar              | NEAT                            |
| 183999 -         | 2004 EV76              | 15 de març de 2004     | Catalina             | CSS                             |
| 184000 -         | 2004 EB78              | 15 de març de 2004     | Catalina             | CSS                             |